# Finlande
La Finlande (en finnois : Suomi  ; en suédois : Finland), en forme longue la république de Finlande (en finnois : Suomen tasavalta ; en suédois : Republiken Finland), est un État souverain d'Europe du Nord dont le territoire s'étend sur le flanc Est et sur 100 000 îles de la mer baltique. La partie continentale possède près de 200 000 lacs et partage ses frontières terrestres avec la Russie à l'Est ainsi que la Suède et la Norvège au Nord, tandis que les archipels de Turku et d'Åland constituent l'essentiel de la partie insulaire du pays.
La Finlande est une république unitaire ayant un régime parlementaire. Elle a pour capitale Helsinki et pour langues nationales le finnois, mais aussi le suédois. Au 1er janvier 2023, la population de la Finlande est d'environ 5,56 millions d'habitants.
Habité par des populations fenniques apparentées aux actuels Estoniens depuis le IVe millénaire av. J.-C., et par les Samis depuis le XIIe, le territoire de la Finlande est colonisé et christianisé par la Suède lors des croisades baltes. Durant le Moyen Âge, les Suédois cohabitent avec les populations indigènes et contribuent au commerce sur la mer baltique. Tout au long de l'histoire, le pays est complètement intégré à la Suède, mais convoité par la Russie qui en prend le contrôle au début du XIXe siècle. L'influence tardive du libéralisme et du nationalisme romantique dans cette région d'Europe pousse les indigènes finnois à s'émanciper des tutelles suédoises et russes puis à développer un sentiment national à la même période. Profitant de l'instabilité consécutive à la révolution russe, la Finlande déclare son indépendance en 1917 mais est néanmoins déchirée par une guerre civile l'année suivante. Devenue un État stable en 1919, la République de Finlande repousse de multiples tentatives d'invasion (guerre d'Hiver et guerre de Continuation) de l'Union soviétique pendant la Seconde guerre mondiale, mais doit en échange se soumettre à l'influence de cette dernière et montrer une certaine neutralité entre les blocs de l'Ouest et de l'Est lors de la guerre froide.
La Finlande réintègre ensuite peu à peu la sphère d'influence européenne après la fin de l'URSS. Elle rejoint le Conseil de l'Europe, le Conseil des États de la mer Baltique, l'Union européenne, l'Espace Schengen, la zone euro dans les années 1990 et 2000 et l'OTAN en 2023.Elle est également membre de l'OCDE et de l'OMC.
Pays de culture autochtone nordique fennique possédant un folklore, une origine et langue semblables à celles de l'Estonie (toutes deux berceaux du Sauna,), la Finlande est néanmoins politiquement rattachée à ses voisins occidentaux scandinaves avec lesquelles elle forme le Conseil nordique. Ayant connu un fort développement économique après la Seconde Guerre mondiale, la Finlande a adopté le modèle scandinave basé sur une politique sociale-démocrate. Précurseur dans le domaine des libertés politiques (telles que le droit de vote des femmes), la Finlande figure également parmi les chefs de file mondiaux dans des domaines tels que le développement humain, la qualité de vie, le bonheur et le niveau d'éducation,,,.

## Géographie

### Géographie physique

#### Géologie et relief
Le paysage finlandais est plat dans la partie sud-ouest et dans les vastes plaines côtières d'Ostrobothnie, mais vallonné de collines dans le Centre et l'Est. La Laponie est par endroits montagneuse, mais généralement formée de vastes étendues assez planes. Le point culminant est le mont Ridnitsohkka 1 328 m d'altitude,, qui se trouve dans la pointe nord-ouest de la Laponie, près des frontières norvégienne et suédoise. La Finlande est un pays aux milliers de lacs (dont la plupart communiquent entre eux) et d'îles (187 888 lacs et 179 584 îles). Un de ces lacs, le Saimaa, est le cinquième plus grand d'Europe. À côté des nombreux lacs, le paysage est dominé par la forêt boréale (environ 68 % du pays) et assez peu de terres arables. La plupart des îles sont dans le Sud-Ouest, dans l'archipel d’Åland, et le long de la côte méridionale du golfe de Finlande.
Le socle rocheux de la Finlande est formé principalement de roches précambriennes du bouclier scandinave (gneiss, granite et schistes). Le relief de la Finlande s'est formé il y a environ un milliard d'années, si bien qu'il est aujourd’hui très érodé et peu marqué. Seuls quelques dômes de quartzite ont relativement bien résisté à l'érosion, et ils forment les rares collines du pays.

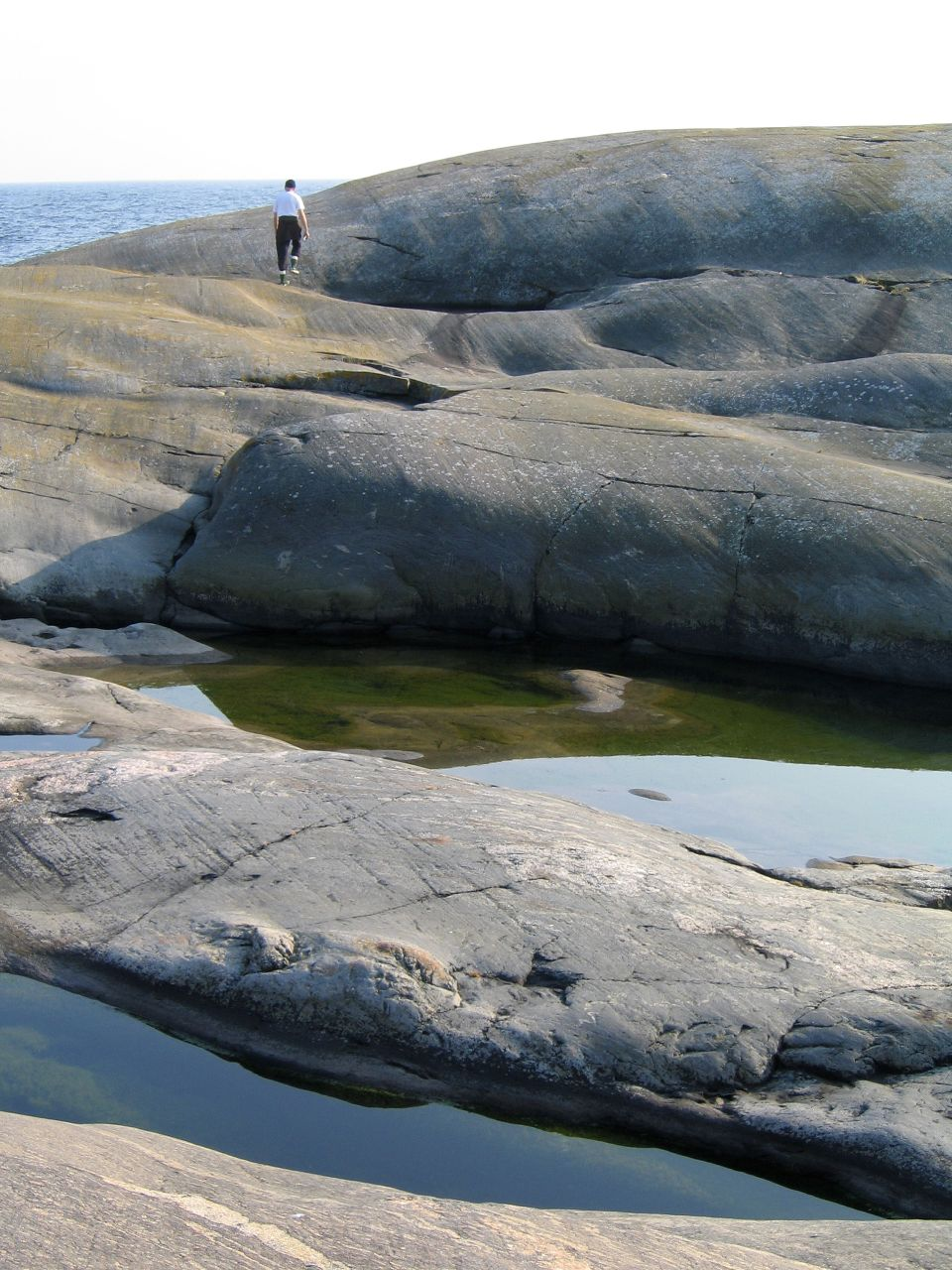
Rochers de granite érodés par le mouvement des glaciers, sur l'île de face à la côte méridionale de la Finlande.

Le paysage actuel est essentiellement marqué par les glaciations. Il y a 10 000 ans, les glaciers recouvraient la totalité de la Finlande : ils ont charrié des rochers puis ont laissé en se retirant de vastes moraines, érodées à leur tour par l’eau de fonte. Les paysages présentent des formes typiques de paysage glaciaire : roches moutonnées, drumlins et eskers. Autour des moraines, comme à Suomenselkä dans l’Ouest, ou à Salpausselkä au Sud, l’épaisseur des dépôts de sédiments glaciaires peut dépasser par endroits 100 m. L’eau de fonte des glaciers a donné naissance au lac Ancylus, ancêtre de l’actuelle mer Baltique, et recouvert une grande partie du pays. Le lac s’est ouvert il y a 7 000 ans sur la mer du Nord. L’abaissement du niveau de l’eau, conjugué à la surrection isostatique a donné au fil des siècles suivants le relief actuel du pays. Dans l’intérieur des terres, l’eau de fonte des glaciers a noyé les dépressions du relief et rempli d’anciennes failles, donnant naissance à la multitude de lacs de la Finlande. Le processus de surrection du relief se poursuit aujourd’hui : ainsi la côte de Pohjanmaa s’élève de 8 mm/an au-dessus de la mer Baltique. Il s’ensuit presque à chaque printemps des inondations, car les rivières n’ont pas de chenal d’écoulement naturel formé vers les côtes et les eaux de fontes peuvent librement s’épancher à travers le pays. Au cours des derniers siècles, certaines villes, comme Pori et Vaasa, ont été rebâties plus à l’ouest de plusieurs kilomètres car leurs ports étaient asséchés.
Le type de sédiment le plus commun dans les sols est la tillite, qui est un héritage des glaciations. Comme on ne trouve de craie ou de marbre que dans des sites isolés en Finlande, les dépôts glaciaires sont souvent pauvres en calcaire, et c’est pourquoi ils donnent des sols sujets à l’acidification. Dans les dépressions du relief, formées lors de la phase du lac d'Ancylus et de la formation de la Baltique, les sédiments glaciaires sont souvent recouverts par des sédiments marins, enrichis en carbonates. Ces sols limoneux, combinés à la douceur du climat, concentrent la culture des céréales sur les côtes ouest et sud de la Finlande ; car dans l’intérieur du pays, les sols sont peu favorables à l’agriculture du fait de leur acidification et de la fossilisation : il faut les chauler, les principales ressources en chaux étant fournies par les carrières de Pargas, de Lohja et de Lappeenranta.
Si les mines de fer de Finlande sont aujourd’hui pratiquement épuisées, il subsiste d’importants gisements de cuivre, de nickel, de zinc et de chrome. Dans les années 1860, la découverte de quartz aurifères dans la vallée du Kemijoki déclencha une véritable ruée vers l’or en Laponie. Les rivières de Laponie sont toujours en exploitation, soit par orpaillage, soit par lixiviation industrielle : un filon important se trouve à Pahtavaara près de Sodankylä. Les autres placers se répartissent un peu partout à l’intérieur du pays : dernièrement, en 1996, on a découvert près de Kittilä un filon estimé à 50 tonnes d'or. La Finlande est aussi le plus gros exportateur de talc d’Europe. Cette roche, très utilisée dans l’industrie de la pâte à papier, est extraite en grandes quantités à Sotkamo et Polvijärvi. Parmi les autres minéraux d’intérêt industriel extraits en Finlande, on trouve la wollastonite, dolomite, apatite, quartz et feldspath.

#### Climat
Le climat de la Finlande méridionale est continental. En Finlande du Nord, particulièrement en Laponie, le climat subarctique domine, caractérisé par des hivers parfois très froids (pouvant descendre jusqu'à −40 °C). Dans le Sud et le Sud-Ouest, les hivers peuvent être rudes, selon les années. L'enneigement, en tout cas, est plus irrégulier que dans le Nord finlandais. L'été, le thermomètre peut parfois monter jusqu'à 30 °C. La Finlande est d'ailleurs un pays à faible pluviométrie : 400 mm de pluie en Laponie et dans l'Est carélien, 550 à 700 mm dans le Sud-Ouest.

### Nature

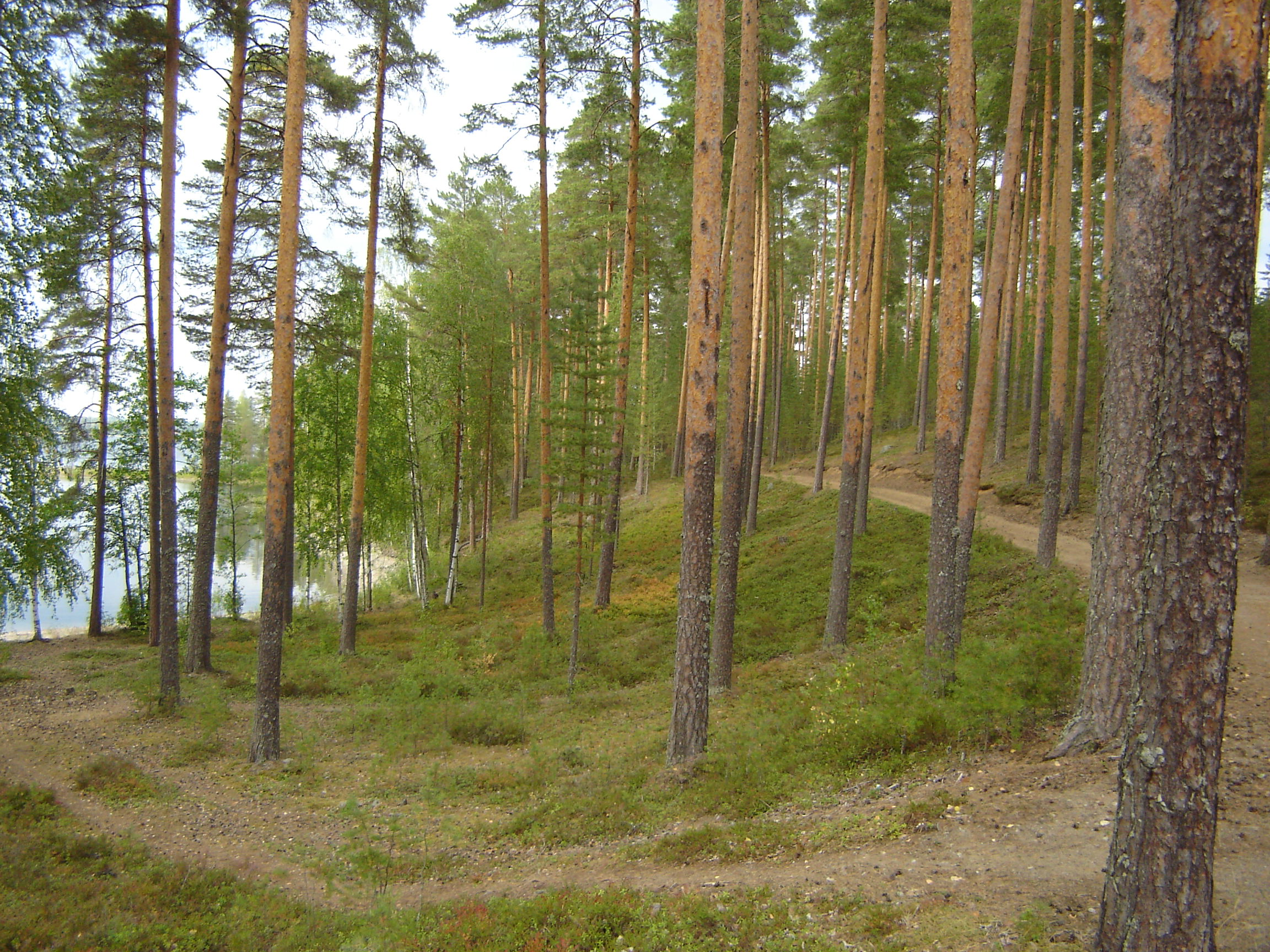
Forêt de pins à Punkaharju.

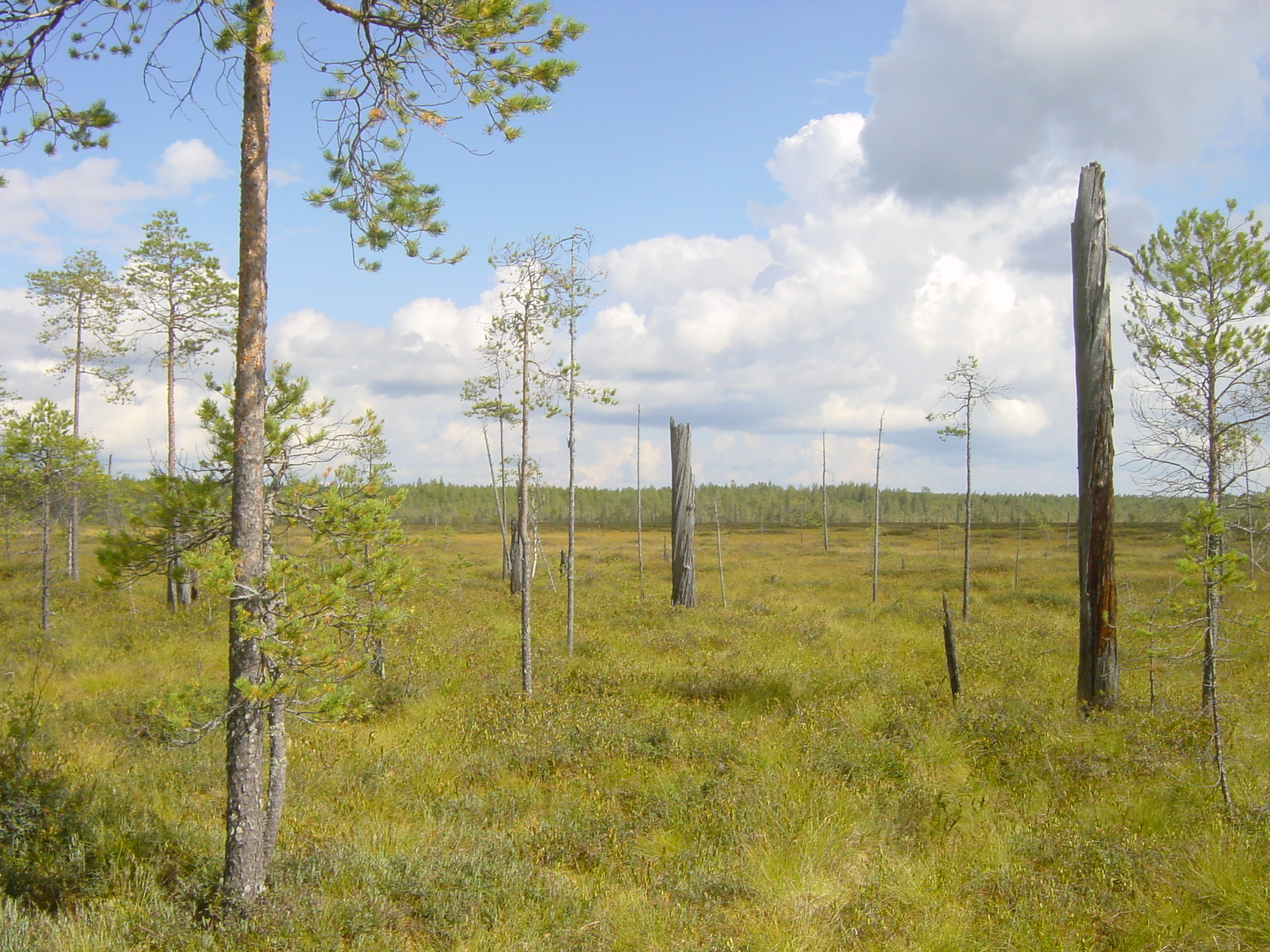
La tourbière de.

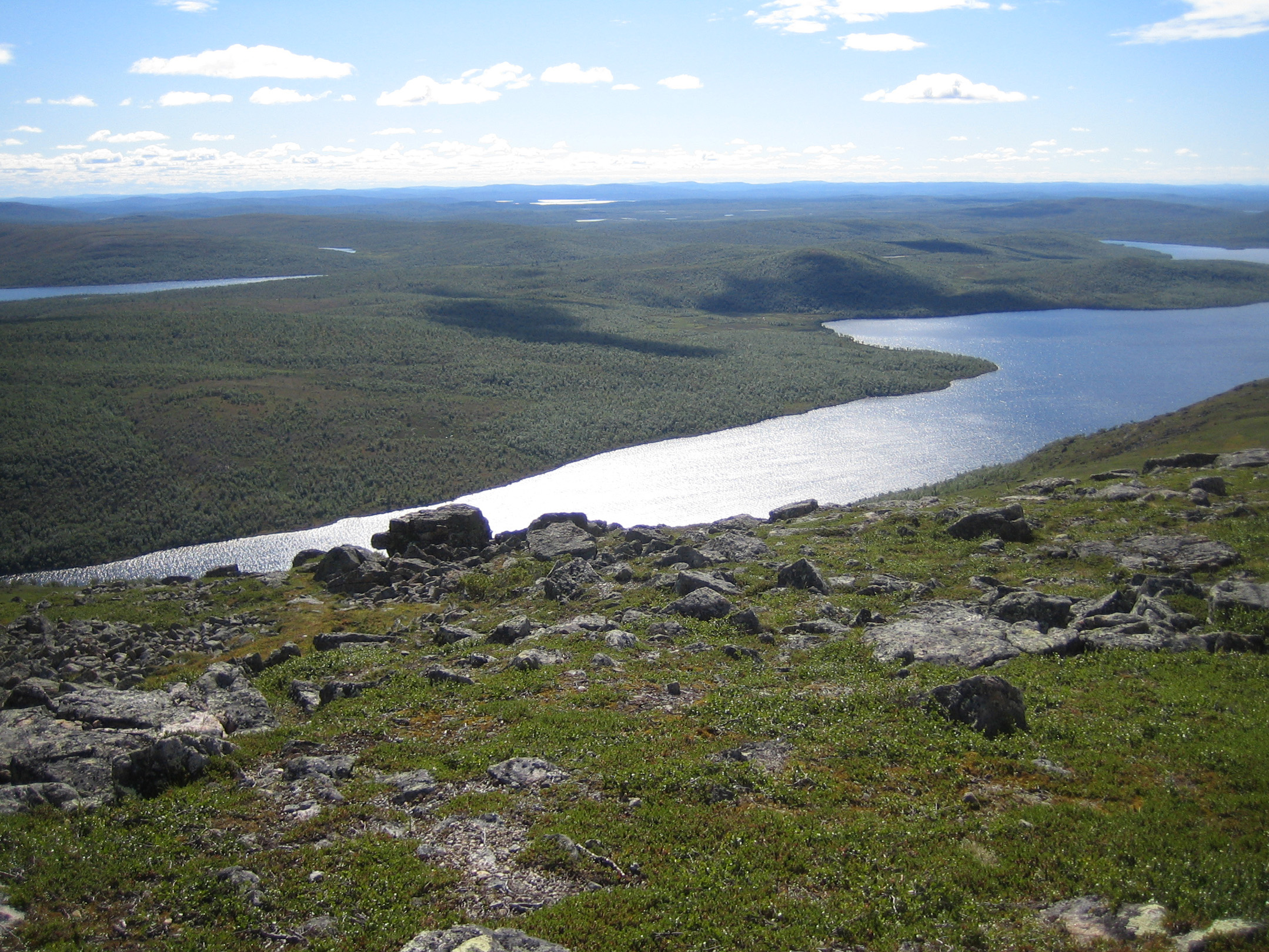
Un tunturi à Inari, en Laponie.

On dénombre 42 000 espèces différentes d'animaux et de végétaux en Finlande, dont 65 espèces de mammifères. Si la biodiversité y est moindre qu'en Europe centrale, les zones vierges procurent un habitat à de nombreuses espèces devenues rares sur le reste du continent.
En Finlande, la tradition du droit d'accès à la nature (jokamiehenoikeus en finnois, allemansrätten en suédois) permet à tout particulier, sous certaines conditions, de fréquenter en toute liberté les zones naturelles : il est notamment permis de récolter des baies, des champignons ou de pêcher à la ligne ; la chasse et la pêche sont du reste des activités très communes, puisque 6 % des Finlandais possèdent un permis de chasse.

#### Flore et végétation
La Finlande est le pays le plus boisé d'Europe : 86 % de la superficie du pays est couverte de forêts. Mais la végétation s’ordonne du nord au sud en trois zones de végétation bien contrastées : la plus grande partie du pays est recouverte par la forêt boréale, qui se caractérise par une dominance des conifères, une période végétative brève et des sols pauvres, sur lesquels la croissance des arbres est lente et la variété florale est faible. Les essences dominantes sont le pin (50 %) et l'épicéa (30 %) ; le feuillu le plus représenté est le bouleau (16,5 %). Le sol est couvert d’airelles et de mousse, qui plus au nord cèdent la place aux lichens.
On ne retrouve de forêt mixte que le long de la côte sud-ouest ainsi que sur les quelques récifs disséminés au large. Il s'y trouve certaines essences uniques pour la Finlande, comme le chêne. La Laponie septentrionale est essentiellement dénudée ; seuls quelques bouleaux faméliques trouvent à se développer. Les collines sont couvertes de toundra.
Un tiers de la Finlande était à l'origine couvert de tourbières : au fil des siècles passés, la moitié a été asséchée pour l'agriculture. Il ne subsiste au sud que quelques tourbières ombrotrophes ; plus au nord, ce sont des tourbières d’aapa. La plus grande partie de ces tourbières sont des ripisylves.

#### Faune

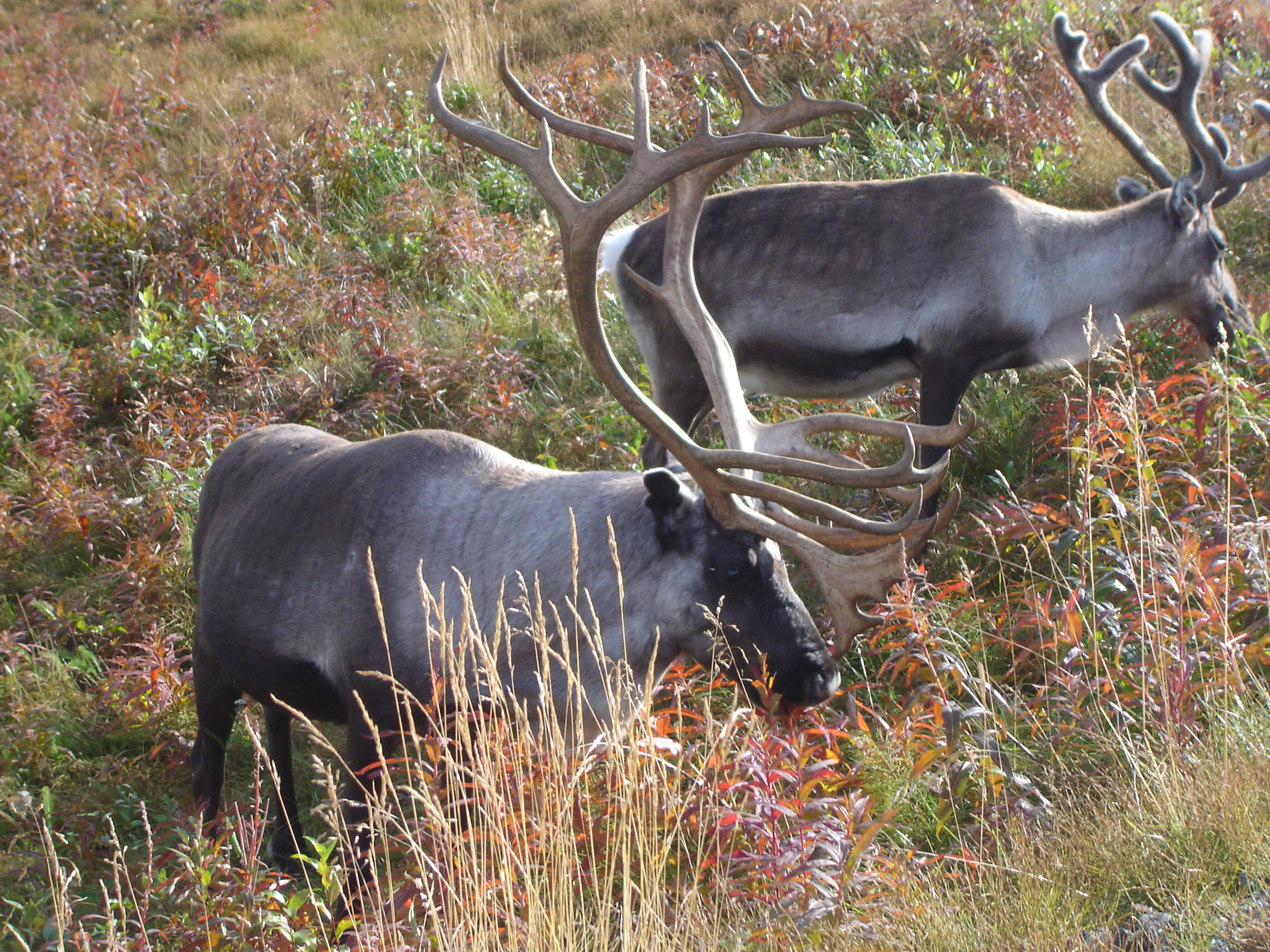
Des rennes dans le Nord-Ouest de la Laponie.

Malgré une chasse intense, les rennes sont encore nombreux en Finlande, et bien qu'un tiers du cheptel soit abattu chaque année, la population se maintient à peu près au niveau de 100 000 individus. Ces animaux présentent un véritable danger pour les automobilistes car les chocs sont souvent mortels. Dans le Nord du pays, l'animal est omniprésent : quelque 200 000 rennes sont semi-domestiqués et s'ébattent toute l'année en liberté ; à la fin de l'automne, les éleveurs rassemblent le troupeau et sélectionnent les individus pour l'abattage. Le renne des forêts est beaucoup plus rare : naguère commun dans toute la Finlande, il avait disparu à la fin du XIXe siècle ; dans les années 1950, une petite population a migré de Russie à Cajanie et en Carélie du Nord. Les cerfs de Virginie, importés en grande quantité d'Amérique, se sont acclimatés dans le Sud et l'Ouest du pays.
La prospérité retrouvée des populations de prédateurs doit beaucoup aux mesures prises par les autorités ces dernières années ; on dénombre aujourd’hui plus de 1 000 ours bruns et lynx, et plus de 200 loups. Par endroits, on a dû autoriser de nouveau la chasse de certains de ces animaux pour une durée déterminée. Il subsiste en Laponie une population de 150 gloutons. Le renard polaire était naguère répandu dans tout le pays, mais l'activité des trappeurs l'avait pratiquement fait disparaître au début du XXe siècle. Le renard roux a toujours été vivace, mais depuis quelques décennies il est concurrencé par le chien viverrin, venu de Russie.
Le phoque marbré du lac Saimaa (phoque annelé ou Pusa hispida saimensis) est confiné aux lacs de Saimaa. Cette variété rare de phoque d'eau douce n'a pu être sauvée que par l'adoption de mesures énergiques, et symbolise la protection de la Nature en Finlande. Le polatouche de Sibérie, qui pour l'Union européenne ne se trouve qu'en Finlande et en Estonie, bénéficie également de mesures spécifiques.
L’avifaune de Finlande comporte 430 espèces, dont l’aigle royal, le pygargue, des gallinacés comme le Grand Tétras, le coq de bruyère, la gélinotte et le lagopède et enfin une multitude de palmipèdes. Le cygne chanteur, par la place qu'il occupe dans la mythologie nordique, est l'animal-emblème finlandais. Cette espèce, elle aussi, n'a pu être sauvée de la disparition que par l'adoption de lois sévères : des 15 couples recensés dans les années 1950, sont nés les 1 500 couples actuels.

#### Réseau européen Natura 2000
Le réseau Natura 2000 rassemble des sites naturels ou semi-naturels de l'Union européenne ayant une grande valeur patrimoniale, par la faune et la flore exceptionnelles qu'ils contiennent.
En décembre 2018, la Finlande comptait 1 866 sites dont :
- 470 zones de protection spéciale (ZPS) pour les oiseaux sur une superficie de 31 952 km2 ;
- 1 721 zones spéciales de conservation (ZSC) (dont les pSIC, SIC) pour les habitats et les espèces sur une superficie de 49 873 km2.

La superficie totale est de 50 636 km2, ce qui représente 12,6 % de la surface terrestre et marine du territoire de la Finlande.

##### Cartographie des sites Natura 2000 de la Finlande
- [image] Carte des sites Natura 2000 (SIC, ZSC + ZPS) de la Finlande, décembre 2017 (haute définition), Source

### Géographie humaine

#### Découpage administratif

Carte de la Finlande.

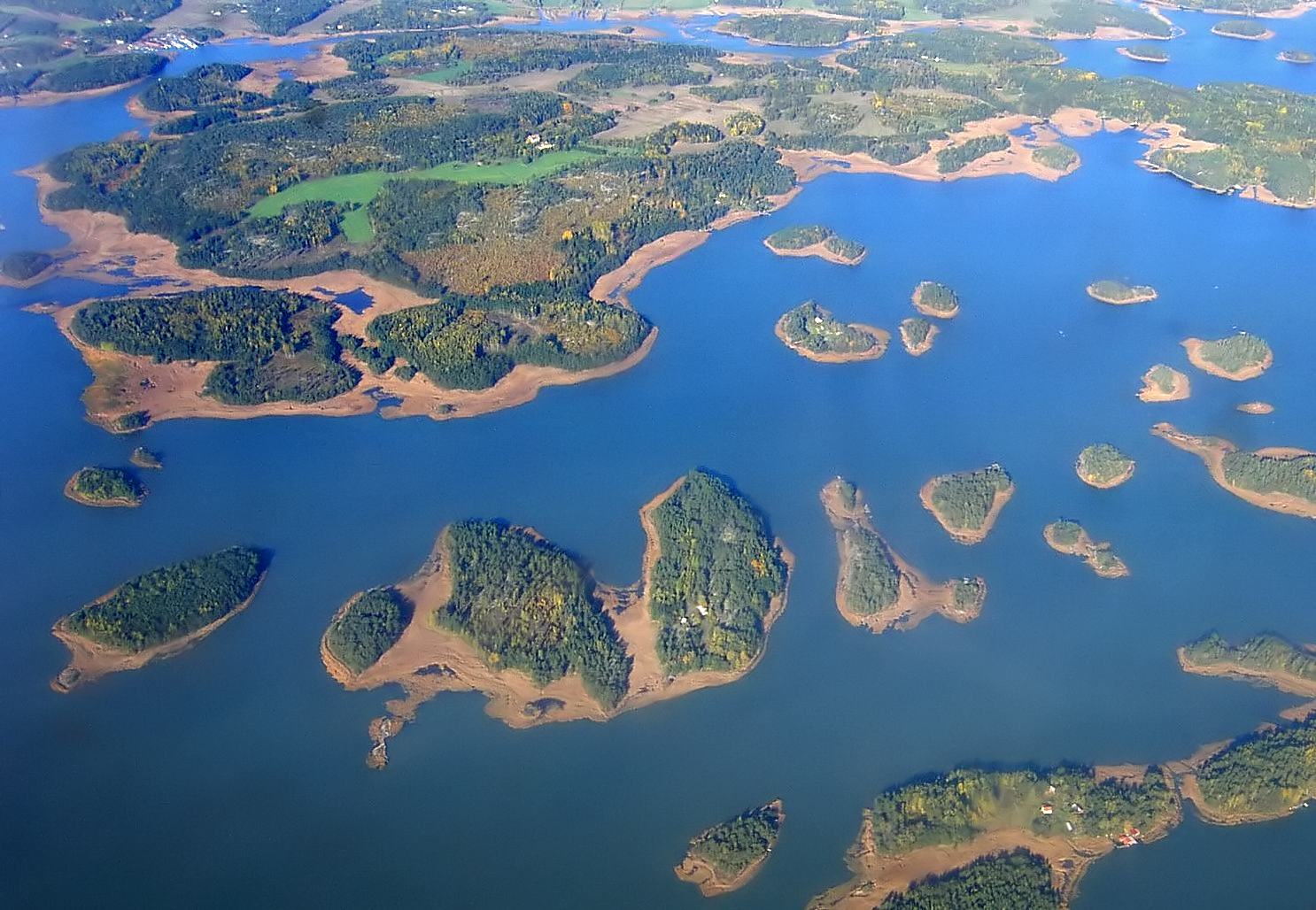
Archipel finlandais.

La Finlande est subdivisée en 19 régions, 70 sous-régions et 320 communes.
| Numéro | Nom                  | Nom en finnois    | Capitale       |
| ------ | -------------------- | ----------------- | -------------- |
| 1      | Laponie              | Lappi             | Rovaniemi      |
| 2      | Ostrobotnie du Nord  | Pohjois-Pohjanmaa | Oulu           |
| 3      | Cajanie              | Kainuu            | Kajaani        |
| 4      | Carélie du Nord      | Pohjois-Karjala   | Joensuu        |
| 5      | Savonie du Nord      | Pohjois-Savo      | Kuopio         |
| 6      | Savonie du Sud       | Etelä-Savo        | Mikkeli        |
| 7      | Carélie du Sud       | Etelä-Karjala     | Lappeenranta   |
| 8      | Finlande centrale    | Keski-Suomi       | Jyväskylä      |
| 9      | Ostrobotnie du Sud   | Etelä-Pohjanmaa   | Seinäjoki      |
| 10     | Ostrobotnie          | Pohjanmaa         | Vaasa          |
| 11     | Ostrobotnie centrale | Keski-Pohjanmaa   | Kokkola        |
| 12     | Pirkanmaa            | Pirkanmaa         | Tampere        |
| 13     | Satakunta            | Satakunta         | Pori           |
| 14     | Päijät-Häme          | Päijät-Häme       | Lahti          |
| 15     | Kanta-Häme           | Kanta-Häme        | Hämeenlinna    |
| 16     | Vallée de la Kymi    | Kymenlaakso       | Kotka, Kouvola |
| 17     | Uusimaa              | Uusimaa           | Helsinki       |
| 18     | Finlande-Propre      | Varsinais-Suomi   | Turku          |
| 19     | Åland                | Ahvenanmaa        | Mariehamn      |

#### Villes

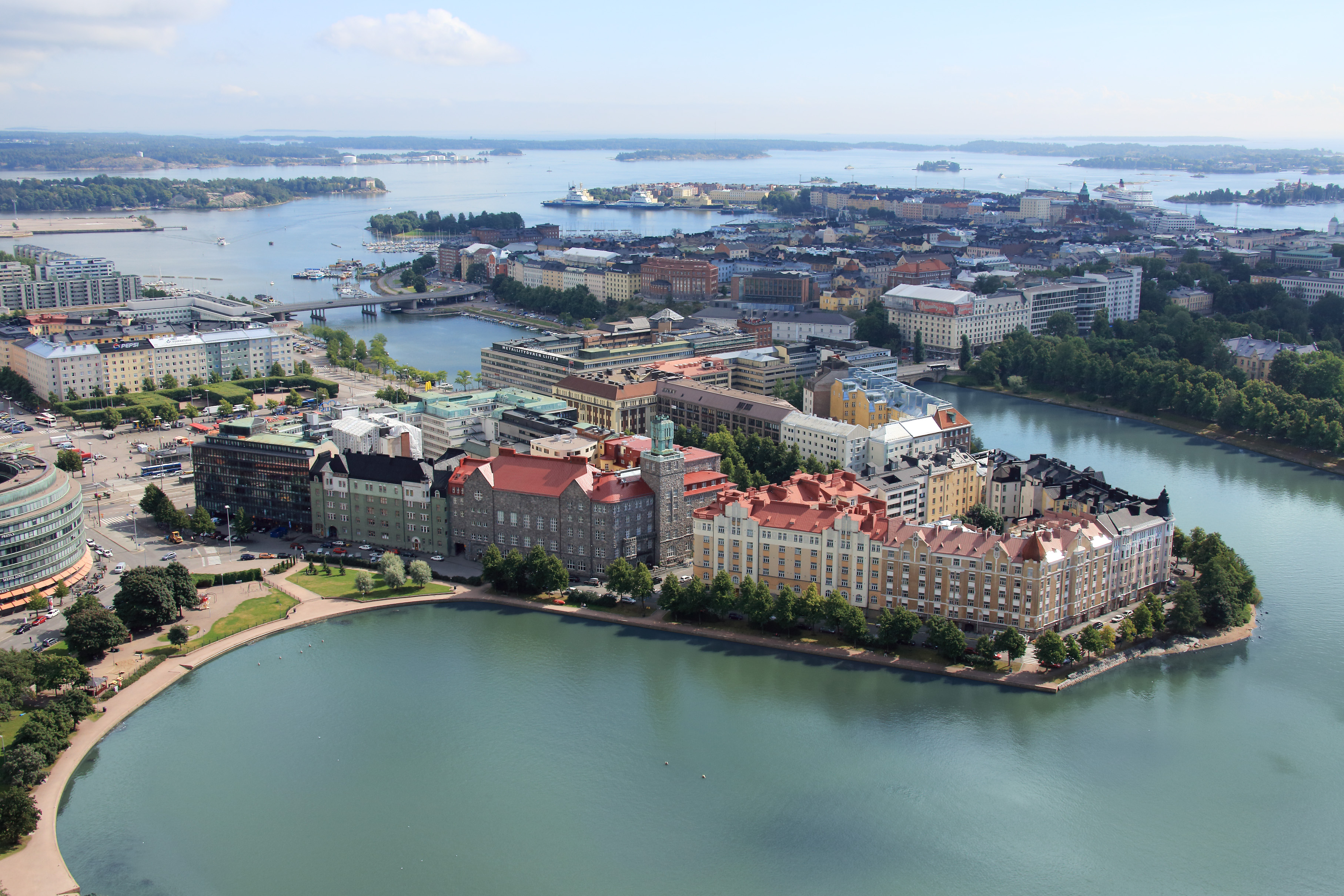
Helsinki.

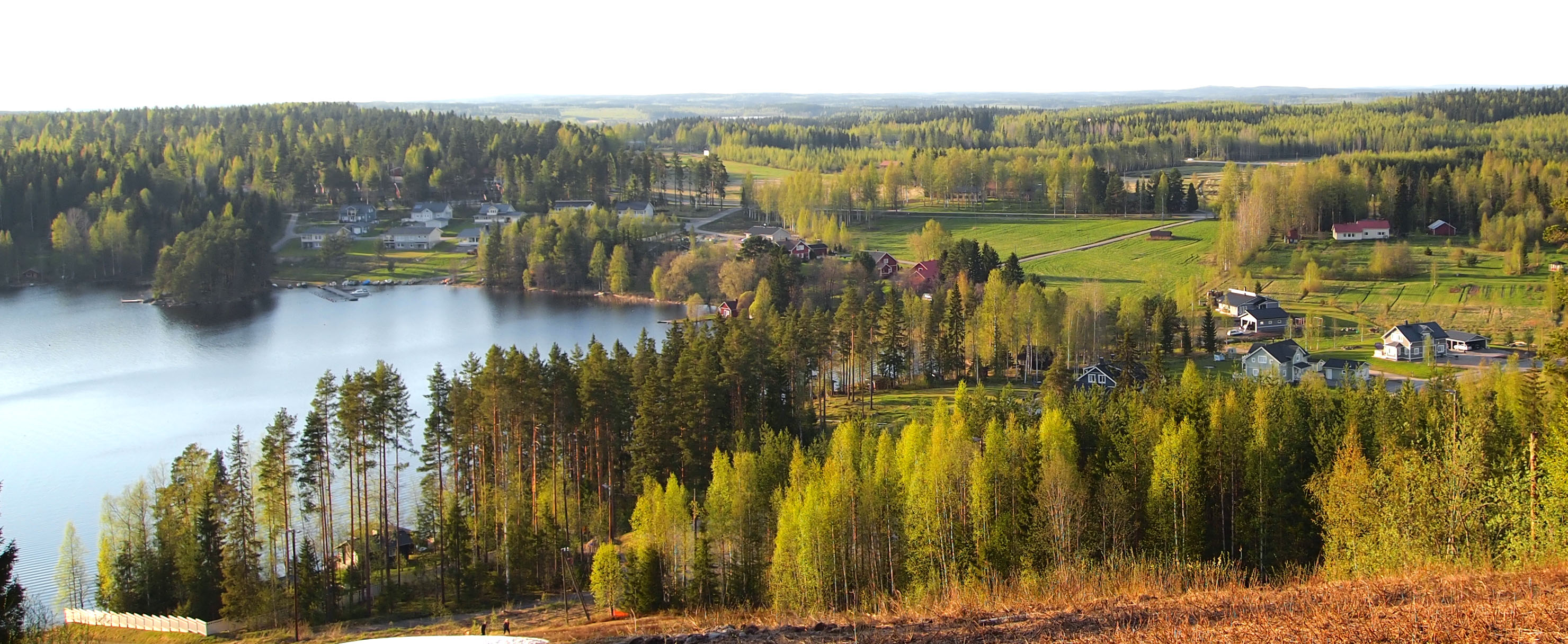
Viitasaari.

| Rang | Nom       | Région                | Population |
| ---- | --------- | --------------------- | ---------- |
| 1    | Helsinki  | Uusimaa               | +638 523,  |
| 2    | Espoo     | Uusimaa               | +278 461,  |
| 3    | Tampere   | Pirkanmaa             | +222 767,  |
| 4    | Vantaa    | Uusimaa               | +217 653,  |
| 5    | Oulu      | Ostrobotnie du Nord   | +201 210,  |
| 6    | Turku     | Finlande du Sud-Ouest | +185 546,  |
| 7    | Jyväskylä | Finlande centrale     | +133 687,  |
| 8    | Kuopio    | Savonie du Nord       | +105 229,  |
| 9    | Lahti     | Päijät-Häme           | +103 187,  |
| 10   | Kouvola   | Vallée de la Kymi     | +87 331,   |

#### Économie

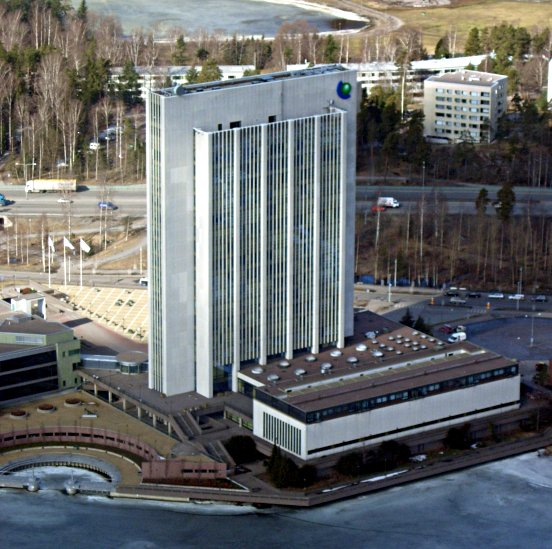
Siège social de Fortum.

La Finlande est la patrie de Nokia, ancien numéro un mondial de la téléphonie mobile, ainsi que de nombreuses autres grandes entreprises, comme : Kone, Outokumpu, Rautaruukki, Amer Sports, Fiskars, UPM-Kymmene, Stora Enso, Patria, F-Secure, TietoEVRY, Nautor's Swan (sv), Marimekko, VR-Yhtymä Oy…
La population active finlandaise s'élève à 2,66 millions (2004). Celle-ci se répartit dans les catégories suivantes : service public 32 %, industrie 22 %, commerce 14 %, finance et services 10 %, agriculture et forêt 8 %, transport et communication 8 %, construction 6 %.
En 2004, le taux de chômage était de 8,8 % (2004). Il est passé à 7,7 % en 2006 avant d'atteindre 6 % en avril 2008. Par la suite, le taux de chômage remonte à 8,9 % en novembre 2009 puis revient à 7,2 % en novembre 2011.
La Finlande est l'un des 12 pays à avoir adopté l'euro le 1er janvier 2002.
L'ONU, à travers le calcul de l'IDH (mesure synthétique du niveau de développement des pays) place la Finlande en neuvième position mondiale en 2007.
La dette publique de la Finlande a doublé entre 2008 et 2015, passant de 32 % à 64 % du PIB.
En 2015, l’écart d’espérance de vie entre les personnes diplômées et les personnes non diplômées est de cinq ans en Finlande.
En 2016, le gouvernement modifie le code du travail dans l'objectif d'accroitre la compétitivité des entreprises. Les salaires des fonctionnaires sont réduits pendant les jours de congés, les heures supplémentaires et le travail dominical seront moins payés et les cotisations sociales des salariés sont augmentées. En revanche, les cotisations patronales sont réduites.
En 2024, la Finlande est classée en 7e position pour l'indice mondial de l'innovation.

## Histoire

### Préhistoire
La « Finlande et le Nord de la Sibérie » fut d'abord peuplée par des chasseurs-cueilleurs. Ils ont transmis leurs gènes jusqu’à l’ère moderne. Le groupe s’étend de la Laponie à l’est jusqu’au Groenland. Bien que génétiquement variées, ces populations ont une signature génétique qui les relie le plus souvent aux peuples finnois.
Ils sont descendants des chasseurs-cueilleurs qui ont résisté à la poussée des agriculteurs. Ils se sont adaptés et ont prospéré dans un nouvel âge. Tout comme l’expansion de Béring, ce groupe dépasse les divisions conventionnelles, montrant des connexions claires à la fois avec l’est et l’ouest. Même l’Amérique est connectée avec le groupe « Finlande et Nord de la Sibérie », par sa parenté avec la Sibérie ancienne.
Les Hommes ne se sont installés dans le Grand Nord qu’il y a 30 000 ans, là où aucun Néandertalien ne s’était aventuré. Conservant des connexions à long terme avec les populations du Sud, les peuples du Grand Nord ont maintenu leur cohérence après la fin de la glaciation. Le groupe « Finlande et Nord de la Sibérie » se retrouve chez les chasseurs-pêcheurs Saami, avec des apports ouraliens, russes, suédois et même scandinaves.

### Domination suédoise puis russe

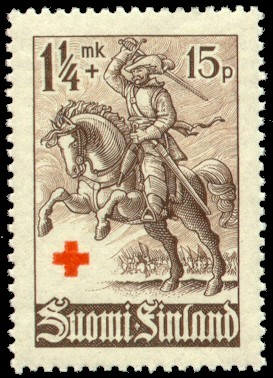
Un Hakkapélite sur un timbre postal de 1940.

La Finlande est, pendant le Moyen Âge et jusqu'au début du XIXe siècle, une partie du royaume de Suède. Pour autant la délimitation exacte de ses frontières notamment septentrionales fait l'objet d'une évolution lente, marquée par les rapports de forces entre les différentes puissances voisines parfois alliées du Danemark, de la Norvège, de la Russie et de la Suède.
Elle passe sous la souveraineté de la Russie de 1809 à 1917 en tant que grand-duché autonome. Son autonomie lui permettait d'entretenir une petite armée nationale, de conserver sa monnaie et sa banque nationales. Plusieurs guerres entre la Suède et la Russie se sont déroulées en Finlande, notamment là où se trouve la forteresse suédoise de Suomenlinna (Sveaborg en suédois), à l'entrée d'Helsinki. Cette période ouvre les débuts de la construction d'une identité nationale finlandaise.
En témoigne également « Le Livre d'Or de la Baltique », havre naturel constitué par des îlots rocheux à proximité immédiate de Hanko (Hangö), où de nombreux marins, partis guerroyer contre les Russes, ont laissé une trace de leur passage, gravée dans le roc.

### Finlande indépendante

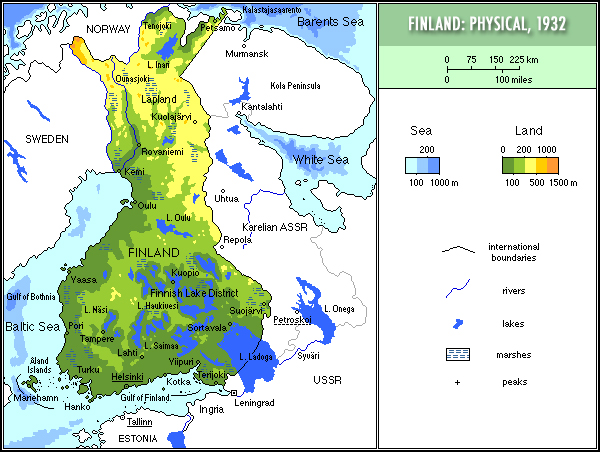
Finlande entre 1920 et 1940.

Le 6 décembre 1917, pendant les événements révolutionnaires russes, la Finlande obtient son indépendance, à l'instar de ses voisins baltes.
En 1918, une guerre civile déchire le pays et se termine par la défaite des « rouges » soutenus par la Russie soviétique.
Le 30 novembre 1939, l'Union soviétique attaque la Finlande lors de la guerre d'Hiver à la suite de désaccords territoriaux concernant des îles du golfe de Finlande. Moscou tente même d'y installer un régime fantoche : la République démocratique finlandaise. La Finlande parvient à tenir tête bien mieux que prévu à l'Armée rouge, le conflit aboutissant à un traité de paix en 1940 : l'URSS annexe l'isthme de Carélie, mais renonce à envahir le reste de la Finlande. L'attaque de l'URSS par l'Allemagne nazie en 1941 (opération Barbarossa) place la Finlande dans la position d'une alliée de facto de l'Axe (se battant contre l'URSS pour des raisons différentes). Les Finlandais passent à l'offensive (guerre de Continuation), mais si les débuts sont victorieux, les défaites successives de l'Allemagne et une vaste offensive soviétique lancée en Carélie les conduisent à signer une paix séparée avec l'URSS en 1944, ce qui place cette fois l'armée finlandaise du côté des Alliés. Après avoir lancé un ultimatum à la Wehrmacht pour se retirer du territoire, en accord avec le traité de paix, la Finlande attaque les Allemands qui lui font payer ce « coup de poignard dans le dos » par de lourdes pertes : le pays sort ruiné et ravagé de cette guerre. Cet engagement porte ses fruits, car bien qu'elle doive, après la guerre, payer de lourdes réparations à l'URSS à la suite du traité de Paris de 1947, la Finlande, contrairement à ses voisins baltes, sauve au moins son indépendance. Elle fait en effet valoir que son combat était motivé par la volonté de récupérer les territoires perdus en 1940 et qu'elle n'avait pas aidé l'armée allemande à encercler définitivement Léningrad durant l'hiver 1941.
Elle est ensuite soumise à une politique de neutralité stricte pendant la guerre froide (interdiction d'adhérer à l'OTAN, de permettre des troupes occidentales ou à des systèmes de défense sur son sol, interdiction des livres ou films anti-soviétiques, etc.), marquée par l'influence que l'URSS exerce sur la politique extérieure finlandaise. En Occident, cette neutralité contrainte est appelée « finlandisation ».
Durant presque toute cette période, le président Urho Kekkonen, dont la personnalité a durablement marqué la Finlande, « règne » avec une longévité remarquable.
En 1995, la Finlande adhère à l'Union européenne. Elle adopte l'euro comme monnaie en 2002.
En 2022, après l'invasion de l'Ukraine par la Russie, la Finlande dépose une demande d'adhésion à l'OTAN, en même temps que la Suède. Celle-ci est finalement acceptée le 4 avril 2023. La Finlande est devenue alors le 31e pays membre de l'OTAN.

## Politique

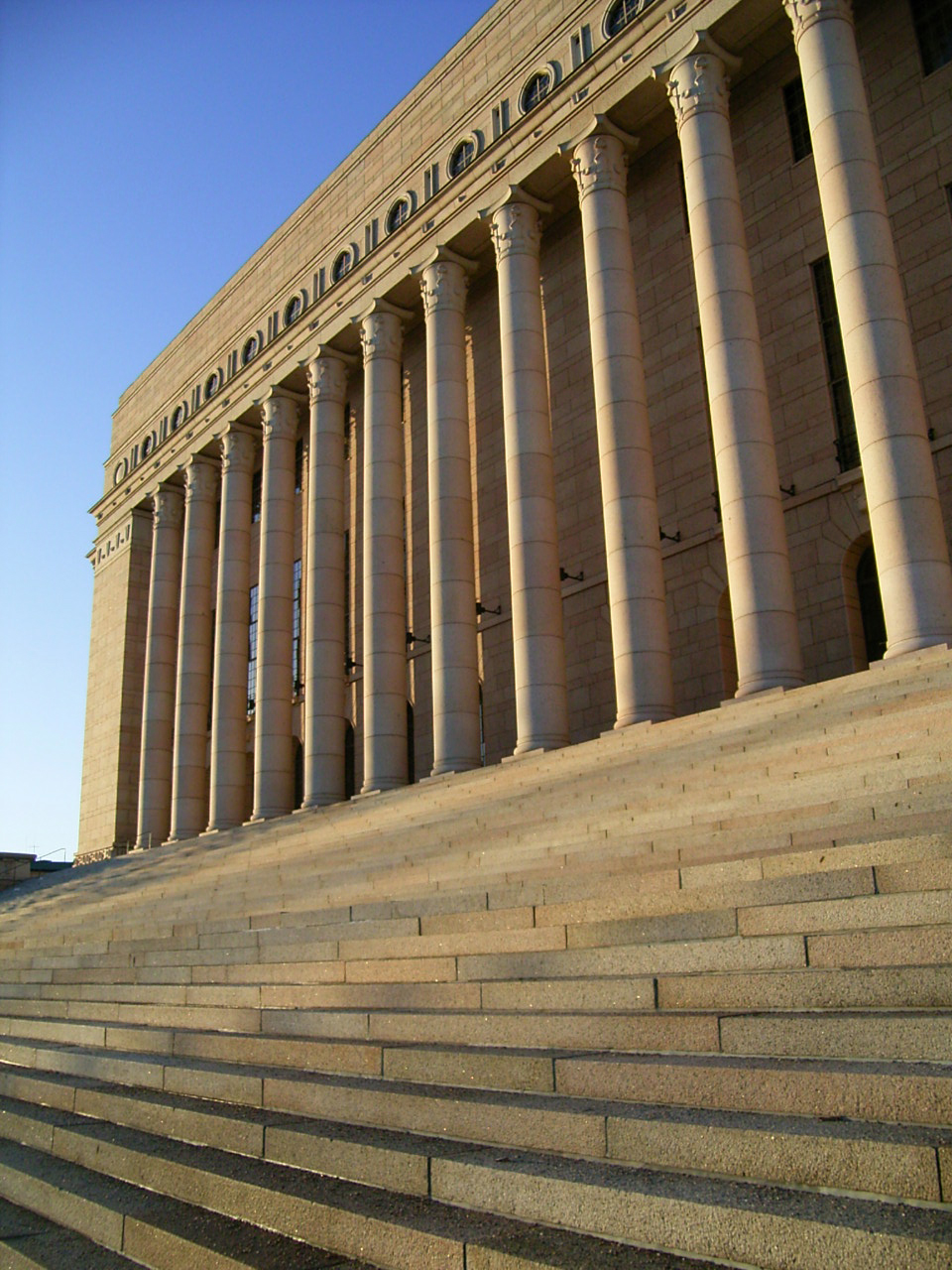
Le Palais du Parlement, siège du Parlement finlandais à Helsinki.

La Finlande est une démocratie parlementaire. Le président de la République, élu au suffrage universel direct, dispose de pouvoirs non négligeables, mais joue actuellement un rôle moins marqué dans la vie politique qu'il y a vingt ans. Le gouvernement (valtioneuvosto en finnois ou statsrådet en suédois) est dirigé par le Premier ministre qui est élu par le parlement et nommé par le président de la République. Le gouvernement est constitué du Premier ministre, des différents ministres du gouvernement central et d'un membre d'office, le Chancelier de la justice.
Le parlement (Eduskunta en finnois ou Riksdag en suédois) unicaméral est constitué de 200 députés, et possède constitutionnellement l'autorité législative suprême en Finlande. Il peut modifier la constitution, révoquer le gouvernement, et contrer les vetos présidentiels. Ses actes ne peuvent être judiciairement contestés. Les lois peuvent être proposées par le gouvernement ou l'un des membres du parlement, qui sont élus au suffrage proportionnel pour une durée de quatre ans.
Le système judiciaire comprend les tribunaux de grande instance qui jugent des affaires civiles et pénales, des cours d'appel et une Cour suprême. Le contentieux administratif est du ressort des tribunaux administratifs, des cours administratives d'appel et de la Cour administrative suprême. Certaines juridictions administratives particulières sont chargées de traiter des litiges, par exemple dans le domaine des eaux.
Le parlement, depuis que le suffrage universel a été instauré en 1906 (y compris pour les femmes), a été dominé par le Parti du centre (anciennement nommé Parti agrarien), le Parti social-démocrate de Finlande et le Parti de la coalition nationale. L'éventail politique a été plus marqué par l'influence des courants anti-socialistes (au sens soviétique) que dans d'autres pays similaires ayant eu moins de contacts avec l'URSS.[réf. nécessaire]
La Constitution et sa place dans le système judiciaire sont uniques, dans le sens où il n'y a pas de Cour constitutionnelle et où la Cour suprême ne peut intervenir sur une loi au seul prétexte que celle-ci soit inconstitutionnelle. La valeur constitutionnelle d'une loi dépend d'un simple vote parlementaire. Les seuls autres pays européens à ne pas disposer d'organe suprême constitutionnel sont les Pays-Bas, la Suisse et le Royaume-Uni (ce dernier n'ayant d'ailleurs pas de constitution écrite, celle-ci reposant sur les traditions, les précédents, la jurisprudence et un nombre limité de lois quasi-constitutionnelles).
La Finlande est un pays neutre depuis 1955. Elle ne fait alors pas partie de l'OTAN, mais elle développe un programme d'interopérabilité de ses forces avec celles de l'OTAN. Toutefois, pour les gouvernements de Finlande comme de Suède, les deux pays nordiques non-membres de l'OTAN, les menaces de Moscou et la guerre russo-ukrainienne réveillent en janvier 2022 les discussions sur la nécessité, notamment, de garder une « option » d’adhésion à l’Alliance nord-atlantique.
Le 12 mai 2022, à la suite de l'offensive russe en Ukraine, un sondage réalisé pour la chaîne de télévision publique Yle révèle le basculement de l’opinion publique finlandaise. Pour la première fois, une éclatante majorité des personnes interrogées (76 %) ont déclaré être favorables à l’adhésion du pays à l’Alliance atlantique, contre 28 % mi-janvier. Le 15 mai 2022, la Finlande souhaite faire évoluer ses relations avec l'Otan et officialise sa demande d'adhésion à l'OTAN. La loi autorisant l'entrée de la Finlande dans l'OTAN est votée le 1er mars 2023 à une très large majorité des députés finlandais (184 voix pour, 7 contre). Le pays devient le 31e membre de l'OTAN le 4 avril 2023.

## Démographie
- Population : 5 400 500 habitants (fin 2011)

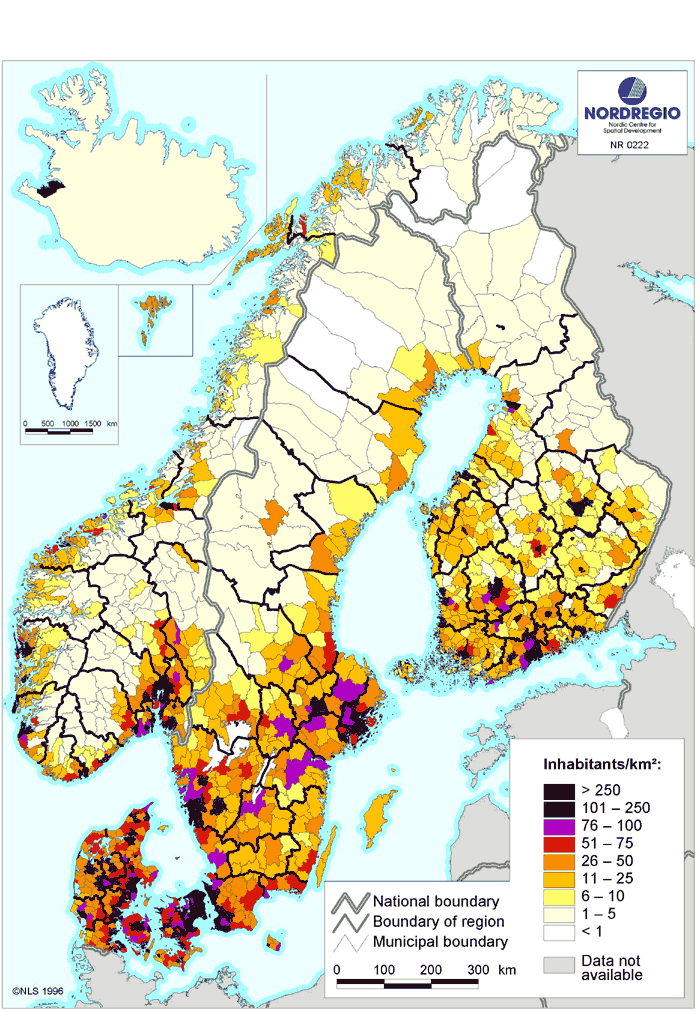
Densité de population.

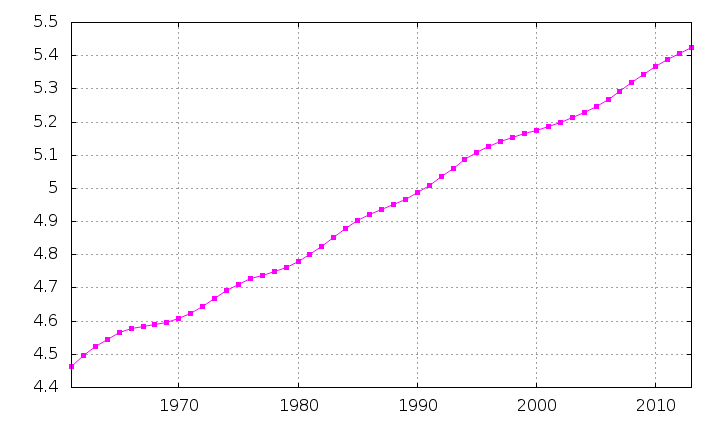
Évolution de la démographie entre 1961 et 2013 (chiffre de la FAO, 2005). Population en millions d'habitants.

- Répartition par classes d'âges : 0-14 ans : 18 % ; 15-64 ans : 66,97 % ; + 65 ans : 15,03 %
- Espérance de vie des hommes : 74 ans (en 2001)
- Espérance de vie des femmes : 81 ans (en 2001)
- Taux de croissance de la population : 0,16 % (en 2001)
- Taux de natalité : 10,69 ‰ (en 2001)
- Taux de mortalité : 9,75 ‰ (en 2001)
- Taux de mortalité infantile : 3,79 ‰ (en 2001)
- Indice de fécondité : 1,4 enfant/femme (en 2019)
- Taux de migration : 0,61 ‰ (en 2001)

### Langues

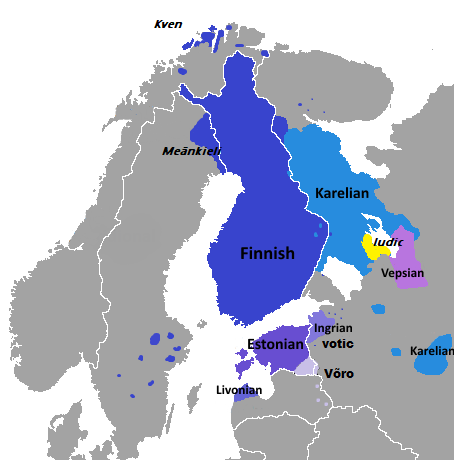
Carte des langues fenniques.

Les langues nationales du pays sont le finnois et le suédois.
Seuls pays au monde à posséder des langues officielles fenniques, la Finlande et l'Estonie sont engagées dans la préservation des langues et des cultures indigènes fenniques (et plus largement finno-ougriennes et ouraliennes) présentes en Finlande, Estonie, Lettonie, Scandinavie, ainsi qu'en Russie où elles sont réprimées,,,,,. L'Estonien, langue la plus proche du finnois, est par ailleurs la quatrième langue maternelle la plus parlée du pays, avec 50 000 locuteurs natifs dans la population en 2021.
Les bases du finnois écrit ont été codifiées par Mikael Agricola, archevêque de Turku, qui écrivit un abécédaire en 1543.
Les mots « finnois » et « finlandais » sont souvent employés indifféremment en français courant pour désigner la langue. L'usage le plus courant en français est de faire la distinction entre les deux termes :
- le terme « finnois » est employé pour désigner des réalités historico-ethnologiques et peut être utilisé pour parler du peuple et de la langue : on peut parler ainsi de « la langue finnoise », on peut parler des « anciens Finnois » (qui ont occupé progressivement à partir de -500 le territoire de l'actuelle Finlande), on peut « parler finnois », etc. En revanche, on ne peut pas dire aujourd’hui que la Finlande est peuplée de Finnois, car ce terme renvoie à une réalité autre que démographique ;
- les termes « Finlande » et « finlandais » font référence à un État, né en tant que tel en 1917, et à la nationalité de la population.

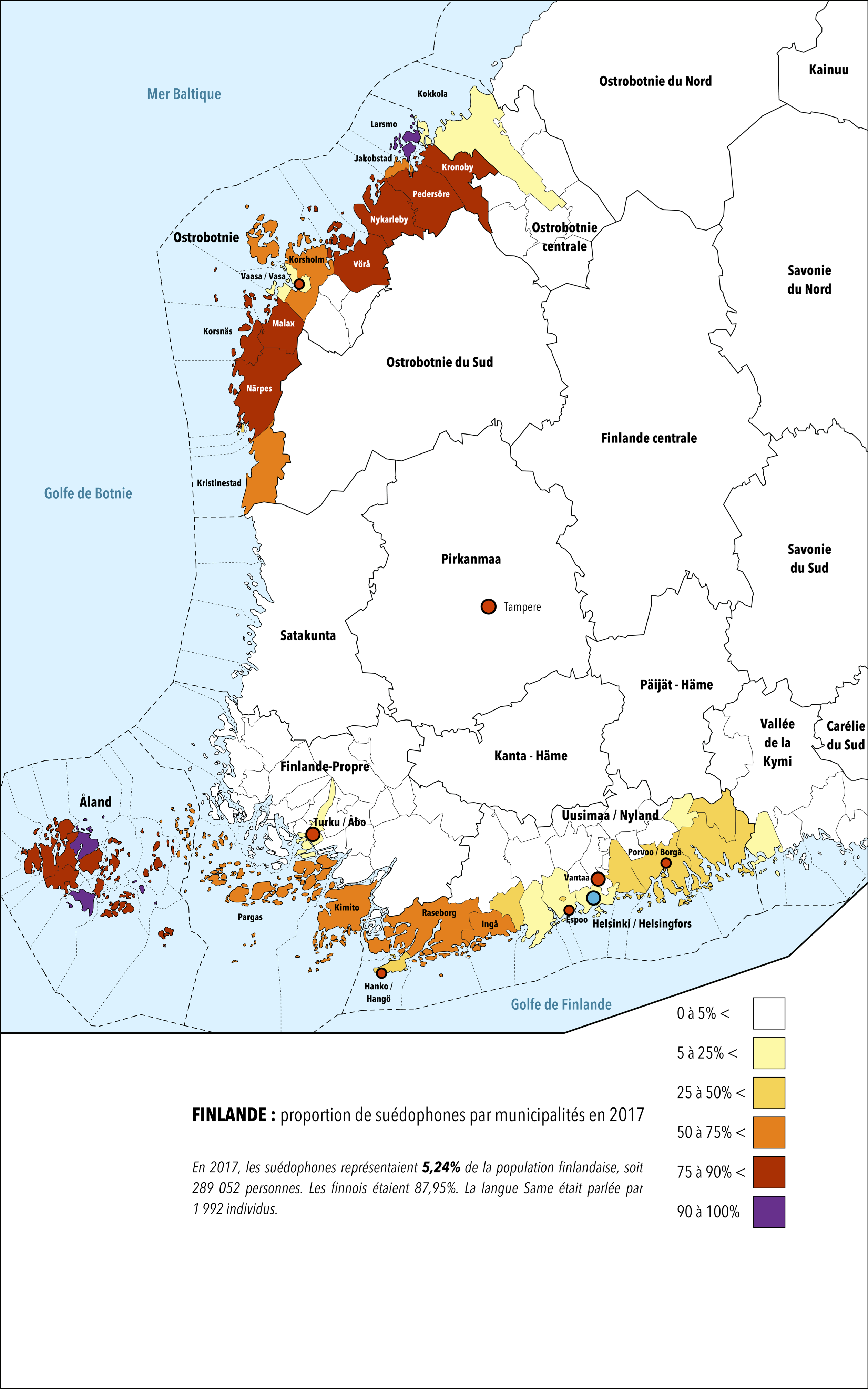
Répartition des suédophones par commune en 2017.

On trouve en Finlande une grande majorité de finnophones (environ 91,5 % de la population, cf. Démographie de la Finlande) mais aussi une minorité suédophone (environ 300 000 personnes ; mais 46,6 % de la population sait parler le suédois en 2008), et une minorité d'expression samie (Lapons). On estime le nombre de locuteurs de langue samie à 1 500 actuellement sur le territoire de la Finlande. À cela s'ajoute une minorité Rom relativement importante (près de 10 000 personnes). Il y a donc en Finlande des Finlandais d'origine finnoise finnophones et suédophones (tous les suédophones ne sont pas des descendants de Suédois), d'autres d'origine suédoise suédophones ou finnophones (des anciens Suédois ayant changé de langue), des Samis d'expression finnoise (qui ont perdu la connaissance du sami).
Le nom de nombreuses villes de la bande littorale est exprimé dans les deux langues ; ainsi de Helsinki (Helsingfors), Turku (Åbo) ou Tampere (Tammerfors), par exemple. La signalisation routière bilingue est également présente dans de nombreuses communes.
L’anglais est aussi très présent, en seconde, ou même en troisième langue, pour une très grande partie de la population, vu le haut niveau d'éducation de la population, surtout en milieux urbains, et chez les plus jeunes. En 2011, environ 90 % des Finlandais avaient des connaissances partielles, ou parlaient couramment l'anglais, soit environ deux fois plus que les Finlandais qui savent parler suédois.[réf. nécessaire]
La Finlande fut une province russe (grand-duché) entre 1809 et 1918. Quelque 200 000 Finlandais parlent russe. Le russe reste la langue maternelle de quelque 5 000 Finlandais, qui sont surtout des descendants de Russes, ou Slaves, qui s'établirent en Finlande entre 1800 et 1910. De nos jours, ils sont généralement bilingues russe/finnois, ou russe/suédois. Ils sont localisés surtout à Helsinki, et vers Hamina[réf. nécessaire].
| Rang | Langue             | %      | #         |
| ---- | ------------------ | ------ | --------- |
| 1    | Finnois            | 88,98  | 4 868 751 |
| 2    | Suédois            | 5,31   | 290 747   |
| 3    | Sami               | 0,04   | 1 949     |
| -    | Langues étrangères | 5,67   | 310 306   |
|      | Total              | 100,00 | 5 471 753 |

### Religion
Avant l'arrivée du christianisme, la Finlande est le berceau de croyances animistes et polythéistes.
À partir de l'an 1000, et la conversion des rois suédois, le christianisme commence à apparaître. Il se développe sous la poussée de Éric IX de Suède et de l'évêque anglais saint Henri au XIIe. Comme les pays du Nord de l'Europe, la Finlande se convertit aux idées de la Réforme. En 1634, l'adhésion à l'Église luthérienne devient obligatoire par la loi. Toutefois, des traces et des croyances de la religion païenne subsistent jusqu'au XIXe siècle dans les campagnes.
L'Église évangélique-luthérienne de Finlande est, en 2022, la principale confession du pays, avec 65,1 % de la population se réclamant de cette foi (Église d'État depuis 1923). La seconde Église d'État est l'Église orthodoxe de Finlande qui regroupe environ 1 % des Finlandais, on trouve aussi environ 11 000 catholiques finlandais. L'islam s'est développé avec l'immigration (environ 22 261 musulmans en 2022).

## Système éducatif

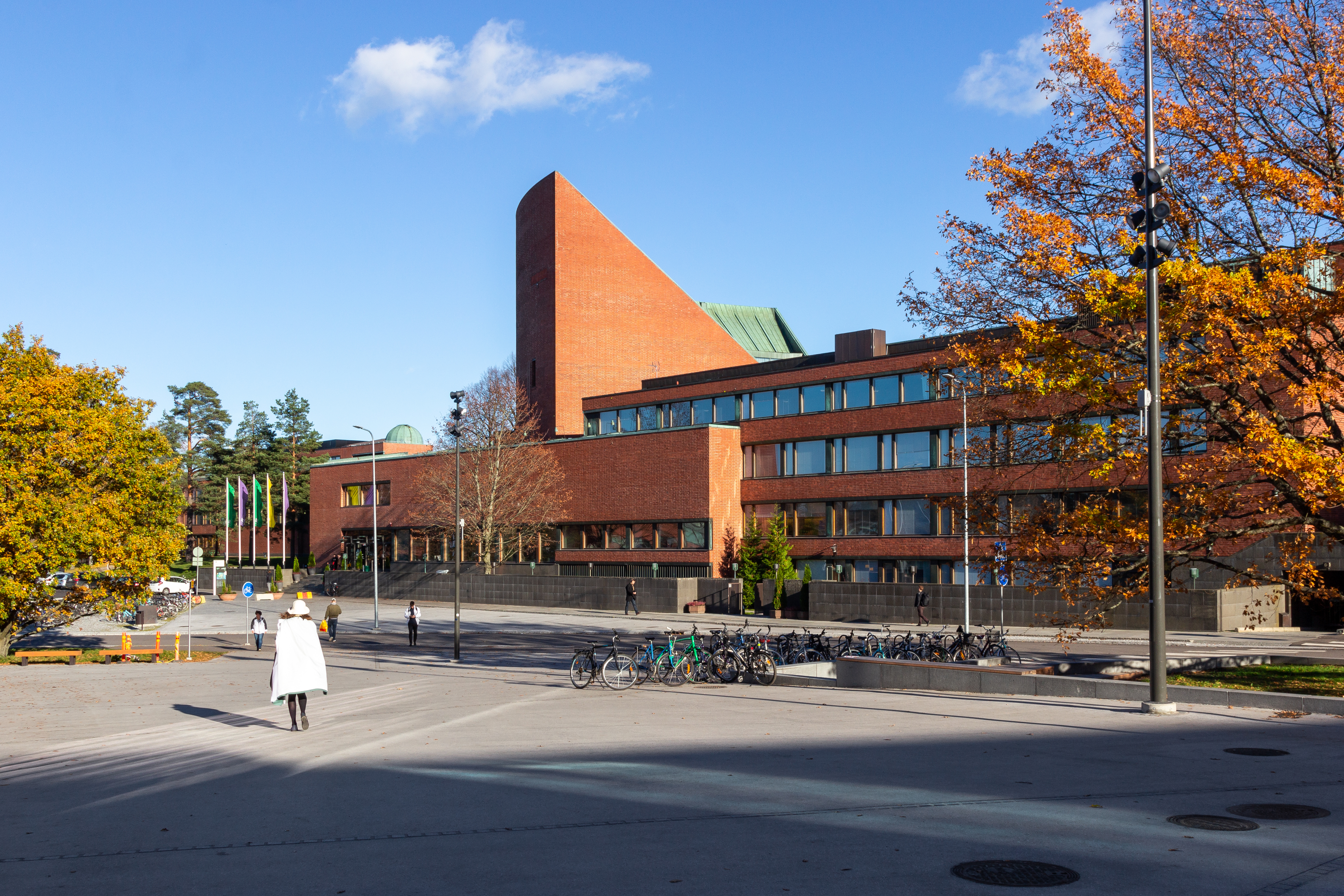
L'auditorium du bâtiment principal, de l'université technologique d'Helsinki, conçu par Alvar Aalto, entre 1949 et 1966.

L'éducation est considérée comme un des droits fondamentaux de tous les citoyens finlandais. Il s'agit du droit de recevoir une formation secondaire (lycée inclus) gratuitement. La loi garantit ce droit pour tous les résidents et non uniquement pour les citoyens finlandais.
Les enfants de Finlande qui entrent à l’école à sept ans « ont passé leur enfance à jouer à la crèche »[réf. nécessaire], ils peuvent apprendre l'alphabet un an avant d’entrer à l’école, mais rien n'est exigé. L'enseignement fondamental est un enseignement de culture générale dispensé à l'ensemble des classes d'âge. Il est destiné à l'enfant de sa septième à sa seizième année. L'école fondamentale dure donc neuf ans et correspond à l'accomplissement de la scolarité obligatoire. Dans l'enseignement fondamental, les groupes sont formés par classes d'âge. Pendant les six premières années, il y a en général un enseignant principal qui enseigne la plupart des matières, ou toutes. Durant les trois dernières années, l'enseignement se fait habituellement par matières si bien que les enseignants sont spécialisés selon celles-ci. Dans l'enseignement fondamental sont intégrés aussi l’orientation pédagogique de l'élève et, en cas de besoin, un enseignement spécifique de soutien.
Le programme scolaire inclut au moins les matières suivantes : langue maternelle et littérature, seconde langue nationale (suédois ou finnois, selon le cas), langues étrangères, connaissances de l'environnement, instruction civique, religion ou morale, histoire, sciences sociales, mathématiques, physique, chimie, biologie, géographie, éducation physique et sportive, musique, dessin, travaux manuels et ménagers. La définition des objectifs généraux au niveau national et la répartition horaire des différentes matières ou combinaisons de matières dans l'enseignement et l'orientation pédagogique de l’élève sont du ressort du gouvernement. La direction nationale de l'enseignement définit les objectifs particuliers et les principaux contenus de l'enseignement en arrêtant les fondements des programmes scolaires. Sur ces bases, chaque établissement détermine concrètement, au niveau local, son programme d'enseignement. Il n'y a aucun examen à la fin de la scolarité obligatoire (à 16 ans). Les redoublements et les abandons sont extrêmement rares.
Le baccalauréat finlandais s'appelle Ylioppilastutkinto et est considéré comme une véritable institution, et un pas important vers la vie adulte. En classe de terminale, les cours s'arrêtent fin avril, et les élèves se consacrent alors aux révisions, non sans avoir gratifié les plus jeunes de bordées de bonbons et d'autres friandises lancées depuis des camions lors de la virée bigarrée et joyeuse des Penkinpainajaiset,. Après le baccalauréat, les heureux élus gagnent le droit de porter la casquette blanche du bachelier, ou ylioppilaslakki et inondent les restaurants des grandes villes pour une grande fête avant d'attaquer les révisions pour les examens d'entrée aux études supérieures, la vie active, ou une année sabbatique.
De plus, l’école est gratuite, comme le transport scolaire et le repas de midi. Les horaires sont doux : la journée démarre à 8 heures et se termine vers 14 heures. L’après-midi est consacrée aux sports, aux activités artistiques, à la découverte de la nature et il n’y a pratiquement pas de devoirs à la maison. Après l'école élémentaire, les jeunes Finlandais peuvent choisir entre le lycée et le lycée professionnel qui durent environ trois ans.
La Finlande est depuis plusieurs années championne du monde pour l'efficacité du système scolaire. Selon l'enquête PISA sur les acquis des jeunes de 15 ans (2000 et 2003), la Finlande arrive en effet en tête en mathématiques, en maîtrise de la lecture, en sciences et en capacité à résoudre un problème (Finlande : deuxième position). Pourtant ce pays performant ne consacre que 6,2 % de son PIB à l'éducation alors que la France par exemple en consacre 6,9 %.
Si on en croit les enquêtes menées sur cette réussite, les relations avec les professeurs sont très bonnes, le climat est moins à la répression qu'à l'autodiscipline. Si un élève perd pied, pas question de redoubler, des professeurs spécialisés (2 ou 3 par établissement) viennent prêter main-forte à leur collègue dans la classe ou donnent des cours particuliers, autant qu’il est nécessaire. Les enseignants se situent dans une optique d'accompagnement et les textes, la hiérarchie, les maîtres y sont très respectés et leur autorité reconnue.
Le système est entièrement décentralisé. L'équipe enseignante et le directeur ont une grande marge de manœuvre dans l'organisation de l'établissement. L'école se charge elle-même de l'embauche des professeurs. Il n'y a pas d'inspecteurs, mais des évaluations ministérielles à usage interne. Les professeurs s'évaluent entre eux. Les communes financent les établissements à hauteur de 50 % du budget, le reste étant financé par l'État.
L'enseignement supérieur comprend deux types d'institutions : les universités et les instituts universitaires professionnalisés. Pour y entrer il faut passer des concours. Le système de l'enseignement supérieur est très décentralisé avec une cinquantaine d'établissements.

## Culture

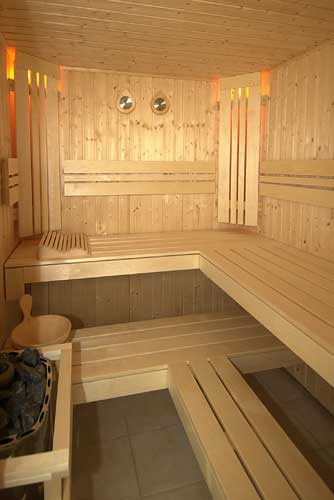
Le sauna est une composante forte et emblématique de la culture finlandaise. « Sauna » est par ailleurs un mot d'origine fennique. En langue finnoise « sauna » signifie « étuve ».

La culture finlandaise est propre à la Finlande et se distingue notablement de celles des pays scandinaves et de la Russie. Le seul pays possédant une culture indigène similaire avec la Finlande est l'Estonie, dont la population est également d'origine fennique. En dépit d'un siècle au sein de la Russie, et d'une frontière de plus de mille kilomètres avec ce pays, les influences culturelles russes sont bien moins fortes que les influences suédoise et allemande. Le sentiment d’identité culturelle finnoise est né au XIXe siècle, quand la Finlande faisait partie de la Russie, et que cette dernière a laissé naître, voire encouragé, le sentiment d'identité nationale.

### Musique
Un grand pan de la musique finlandaise est influencé par les mélodies et les paroles de la musique traditionnelle carélienne, telle qu'elle est exprimée par le Kalevala. La culture carélienne est considérée comme l'expression la plus pure des mythes et croyances de la culture finlandaise, et la moins influencée par la culture germanique. La musique traditionnelle finlandaise vit un renouveau depuis quelques décennies, et est devenue une branche de la musique populaire. Les peuples du Nord de la Finlande, les Samis, ont leur propre tradition musicale (en).
Un grand compositeur national est Jean Sibelius dont l'œuvre majeure Finlandia symbolise le mieux la naissance de l'identité nationale finlandaise.
La musique contemporaine populaire finlandaise inclut une scène renommée de metal, phénomène musical partagé avec les autres pays nordiques. Les groupes/artistes les plus connus hors frontières sont actuellement Beast in Black, Stratovarius, Amorphis, Nightwish, Tarja Turunen, Impaled Nazarene, Children of Bodom, HIM, Sonata Arctica, Battle Beast, Wintersun, Sentenced, Moonsorrow, Ensiferum, Turisas, Korpiklaani, Finntroll, Von Hertzen Brothers, Apocalyptica, Lordi, Reckless Love (en), Santa Cruz, Insomnium et Shiraz Lane (fi). Il existe également un certain nombre de groupes de rock dont The Rasmus, connu entre autres pour les titres In The Shadows et No Fear, de musiciens de jazz et de représentants du hip-hop. La musique finlandaise est aussi représentée par un grand nombre d'artistes de musique classique. Le groupe Värttinä est aujourd’hui aux avant-postes de la musique folk finlandaise.

### Littérature

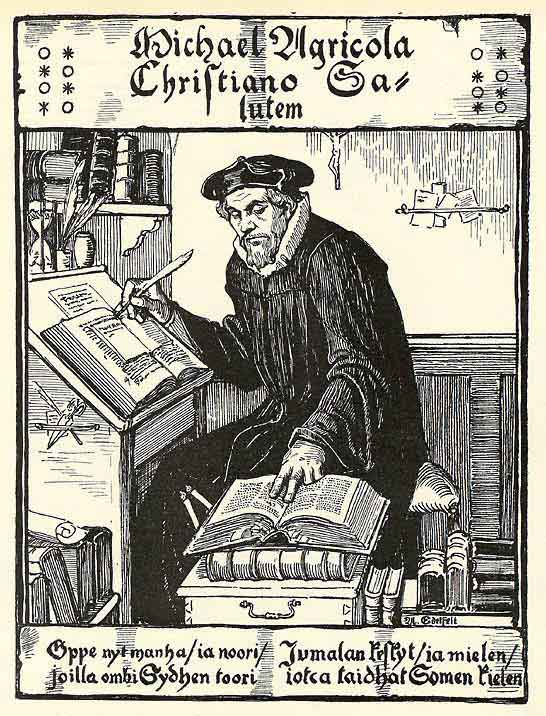
Mikael Agricola dessiné par Albert Edelfelt.

La littérature finlandaise fait référence à la littérature écrite en Finlande. Au début du Moyen Âge européen, le texte le plus ancien en langue finnoise est la lettre sur écorce de bouleau no 92 (en) de Novgorod, datant du XIIIe siècle. Les premiers textes en Finlande sont écrits en suédois ou en latin, au cours du Moyen Âge (aux environs de 1200 à 1523). La littérature finnoise se développe lentement, à partir du XVIe siècle, après que l'évêque et réformateur luthérien finlandais Mikael Agricola (1510-1557) eut fondé le finnois écrit. Il traduit le Nouveau Testament, dans cette langue, en 1548.

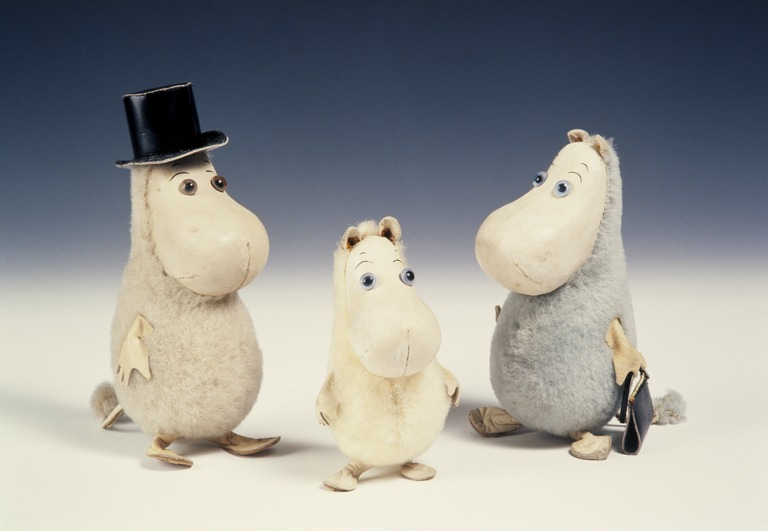
Les Moumines de Tove Jansson.

Au début du XIXe siècle, la Finlande passe sous domination russe et l'essor du nationalisme se reflète et est favorisé par l'activité littéraire, qui se concentre sur le folklore finlandais. La plupart des œuvres importantes de l'époque, écrites en suédois ou de plus en plus en finnois, s'articulent autour de l'acquisition ou du maintien d'une identité finlandaise forte, comme le Carélianisme. Des milliers de poèmes folkloriques sont rassemblés dans Suomen kansan vanhat runot (en) (en français : Les poèmes anciens du peuple finlandais). Le recueil de poésie le plus célèbre est le Kalevala, publié en 1835. Le premier roman publié en finnois est Les Sept Frères (en) (1870) d'Aleksis Kivi (1834-1872). Le livre Sainte Misère (1919) de Frans Emil Sillanpää (1888-1964) lui vaut le premier (et pour le moment le seul) prix Nobel de littérature finlandais, en 1939.
D'autres auteurs notables sont Väinö Linna, Eino Leino et Johannes Linnankoski.
Tove Jansson est connue pour ses livres illustrés pour enfants les Moumines. Fingerpori (en) est une bande dessinée humoristique crée par l'auteur finlandais Pertti Jarla (en) avec comme personnage central Heimo Vesa.

### Cinéma
Les réalisateurs finlandais les plus célèbres sont Aki Kaurismäki, Mika Kaurismäki et Timo Koivusalo. Le réalisateur et producteur hollywoodien Renny Harlin est aussi finlandais et est né en Finlande.

### Cuisine
À l'occasion du 100e anniversaire de l'indépendance du pays, un vote a été tenu pour déterminer l'aliment national de la Finlande. Le choix des citoyens s'est arrêté sur le pain de seigle.

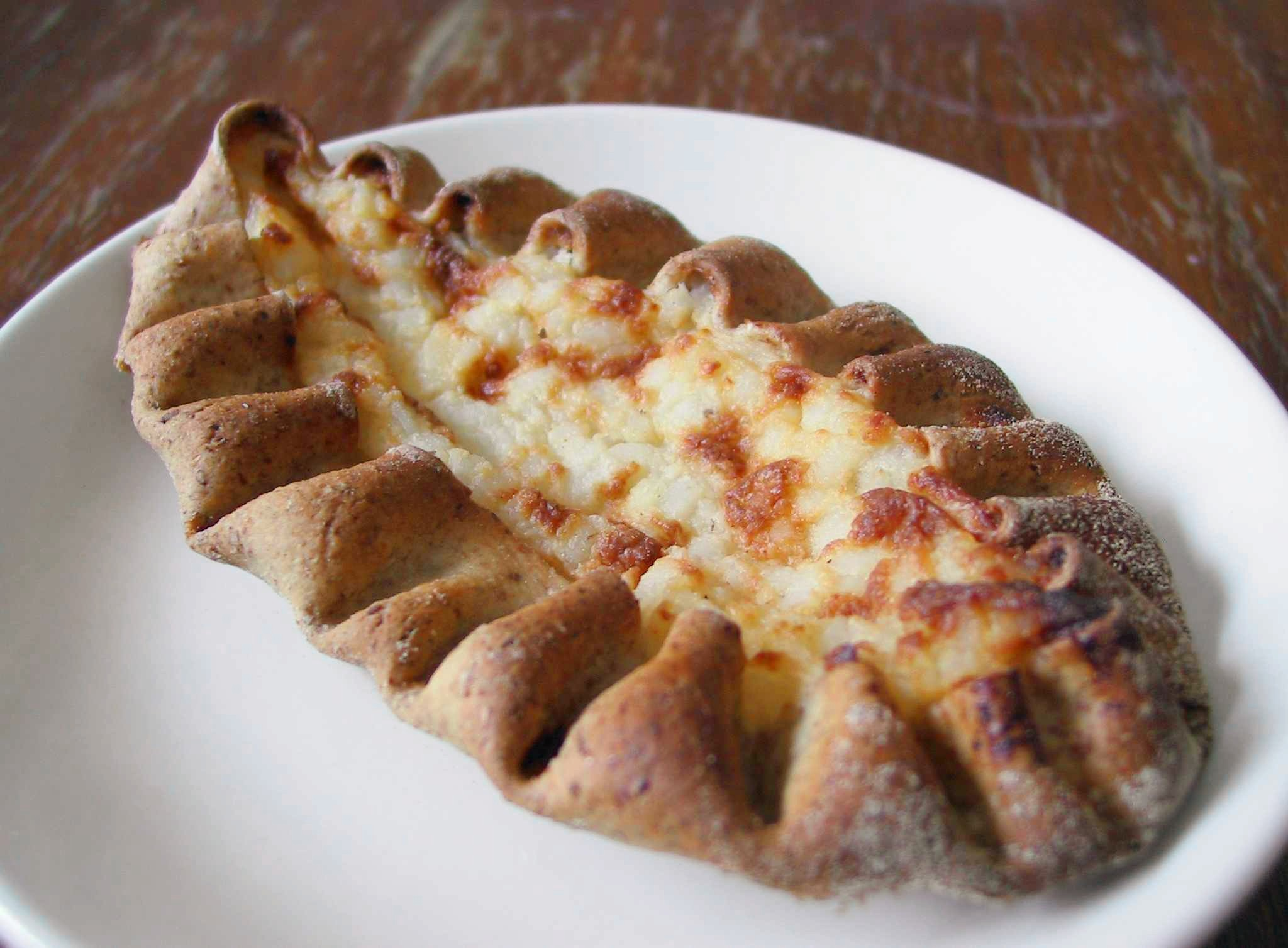
Karjalanpiirakka, une pâtisserie finlandaise traditionnelle.

La cuisine traditionnelle finlandaise a été fortement influencée par les cuisines suédoise, allemande et russe. Il y a cependant des différences et des singularités. Par exemple, les plats finlandais ont tendance à être moins sucrés que les plats suédois, et les Finlandais utilisent moins de crème smetana que les voisins russes. Dans des temps plus reculés, la cuisine finnoise variait d'une région à l'autre, et différait notablement entre l'Ouest et l'Est de la Finlande.[réf. nécessaire]
Le petit déjeuner traditionnel, très consistant, est un vrai repas. Le déjeuner, qui est un repas assez léger, rapide et peu formel, est en général consommé autour de 11 h 30, « là où on est », soit pour ceux qui travaillent : sur le lieu de travail ou dans une cantine. Le dîner est pris entre 17 et 18 h, à la maison.

### Jours fériés et fêtes
| Date                                | Nom français           | Nom local          | Remarques |
| ----------------------------------- | ---------------------- | ------------------ | --- |
| 1er janvier                         | Jour de l'an           | Uudenvuodenpäivä   | |
| 6 janvier                           | Épiphanie              | Loppiainen         | |
| variable                            | Vendredi saint         | Pitkäperjantai     | |
| variable                            | Lundi de Pâques        | Pääsiäispäivä      | Lundi suivant le dimanche de Pâques. |
| 1er mai                             | Fête du travail        | Vappu              | Vappu est la fête du printemps et des étudiants qui célèbre la fin d'année et leur diplôme. La fête commence dès le 30 avril au soir et est habituellement très arrosée jusqu'au 1er mai, mais les étudiants commencent à la fêter une quinzaine de jours avant.                                                          |
| Jeudi 40 jours après Pâques         | Ascension              | Helatorstai        | |
| Le samedi entre le 20 et le 26 juin | Saint-Jean             | Juhannus           | Traditionnellement fêté à la campagne. Le drapeau finlandais est hissé partout dans le pays (tous les bâtiments publics ou privés sont équipés de mâts). Les feux de la Saint-Jean conduisent à la réalisation de tours de bois (morceaux, troncs, branches assemblés) dont l'embrasement peut être visible d'assez loin. |
| variable                            | Toussaint              | Pyhäinmiestenpäivä | Se déroule une semaine après la Toussaint en France. |
| 6 décembre                          | Jour de l'indépendance | Itsenäisyyspäivä   | Fête nationale rappelant l'accès à l'indépendance du 6 décembre 1917. |
| 25 décembre                         | Noël                   | Joulupäivä         | |
| 26 décembre                         | Saint-Étienne          | Tapaninpäivä       | Jour de saint Étienne, le premier martyr. |

### Sport
Le sport est un passe-temps national en Finlande et de nombreux Finlandais se rendent régulièrement aux compétitions sportives. Le sport national est le pesäpallo, proche du baseball, mais les sports les plus populaires pour l'audience et la couverture médiatique sont le hockey sur glace et la Formule 1. Le football est aussi très populaire en Finlande grâce au célèbre Jari Litmanen, ancien milieu offensif de l’Ajax durant les années 90. Surnommé « le Roi » en Finlande, Litmanen a été nommé au Ballon d’Or 1994. L'équipe nationale et ses joueurs (les « Hiboux ») s'est qualifiée pour le championnat d'Europe de football 2020, première compétition majeure de son histoire.
La Finlande est le berceau de quatre champions du monde de Formule 1, Keke Rosberg (1982), Mika Häkkinen (1998 et 1999), Kimi Räikkönen (2007) et Nico Rosberg (2016) et de deux autres pilotes, Heikki Kovalainen (une victoire) et Valtteri Bottas (dix victoires), qui sont vainqueurs en GP de F1. La Finlande a aussi donné naissance à de grands pilotes de rallye, tels qu'Ari Vatanen, Hannu Mikkola, Timo Salonen, Juha Kankkunen, Tommi Mäkinen, Marcus Grönholm, Jari-Matti Latvala, Mikko Hirvonen, Esapekka Lappi, Kalle Rovanperä ou encore Kimi Räikkönen ; le joueur de hockey Saku Koivu, ancien capitaine de l'équipe des Canadiens de Montréal et ancien joueur des Ducks d'Anaheim, qui est maintenant retraité ; Teemu Selänne, qui a remporté la Coupe Stanley avec les Ducks d'Anaheim en 2007 ; Tuukka Rask, qui remporte la Coupe Stanley en 2011 avec les Bruins de Boston ; Jari Kurri a été quintuple champion de la Coupe Stanley, il a joué 21 saisons dans la NHL avec cinq équipes différentes. À Edmonton, il a joué sur la même ligne que Wayne Gretzky, et le duo est devenu l'un des tandems de pointage les plus prolifiques jamais joués dans la NHL. La Finlande a également de très bonnes équipes de patinage sur glace synchronisé, et une biathlète qui évolue au sommet dans les années 2010 : Kaisa Mäkäräinen. La Finlande est également le pays natal du joueur de basket-ball Lauri Markkanen, sélectionné en 7e choix de la draft NBA en 2017.
Parmi les plus fameux athlètes finlandais du temps passé, il y a Hannes Kolehmainen (1890-1966), Paavo Nurmi (1897-1973) et Ville Ritola (1896-1982), qui, à eux trois, ont remporté 25 médailles olympiques de course de fond. Ils sont considérés comme étant les premiers d'une génération de grands coureurs de fond finlandais, surnommés les « Finlandais volants ». Un autre coureur de fond, Lasse Virén (né en 1949), a remporté quatre médailles d'or au cours des Jeux olympiques de 1972 et 1976. Il n'est pas rare de voir un Finlandais skier deux heures après le travail.
En aviron, Pertti Karppinen est triple champion olympique en skiff en 1976, 1980 et 1984. Il est l'un des plus grands champions d'aviron du XXe siècle.

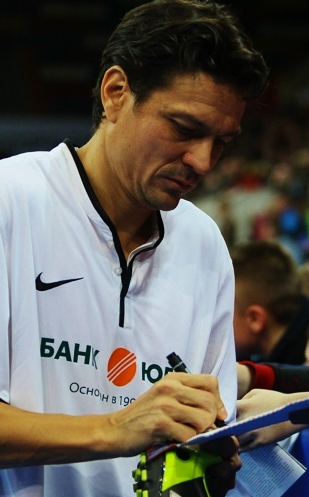
Jari Litmanen.
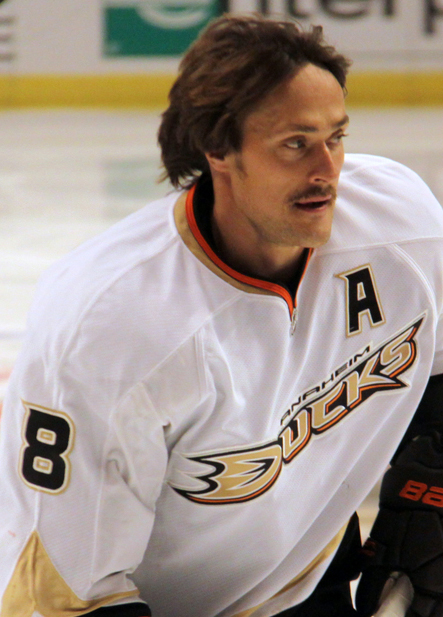
Teemu Selänne.
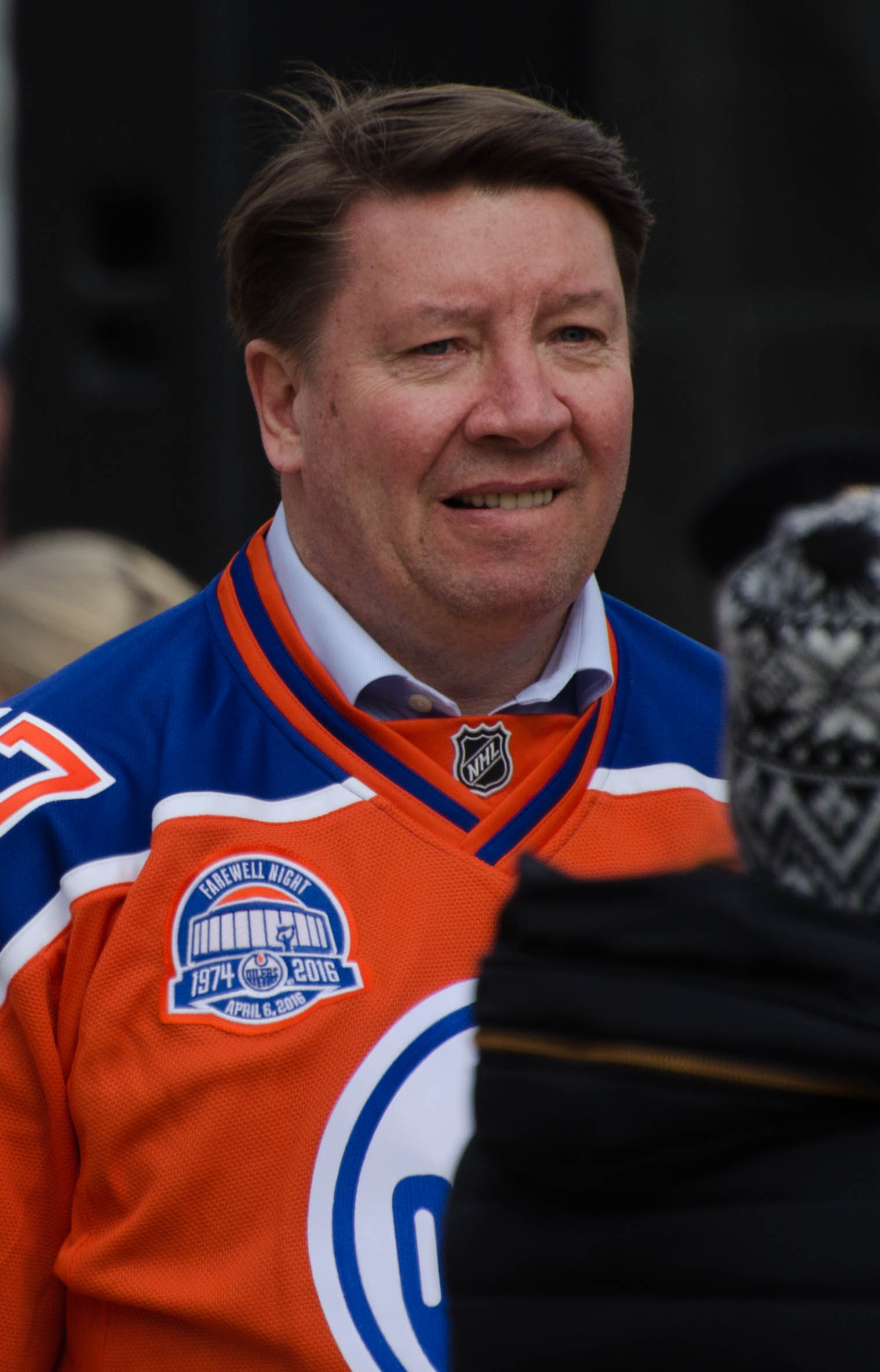
Jari Kurri.
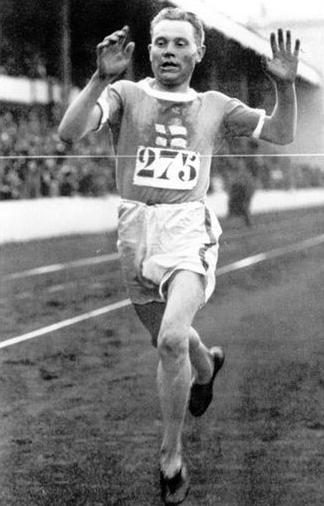
Paavo Nurmi en 1920.
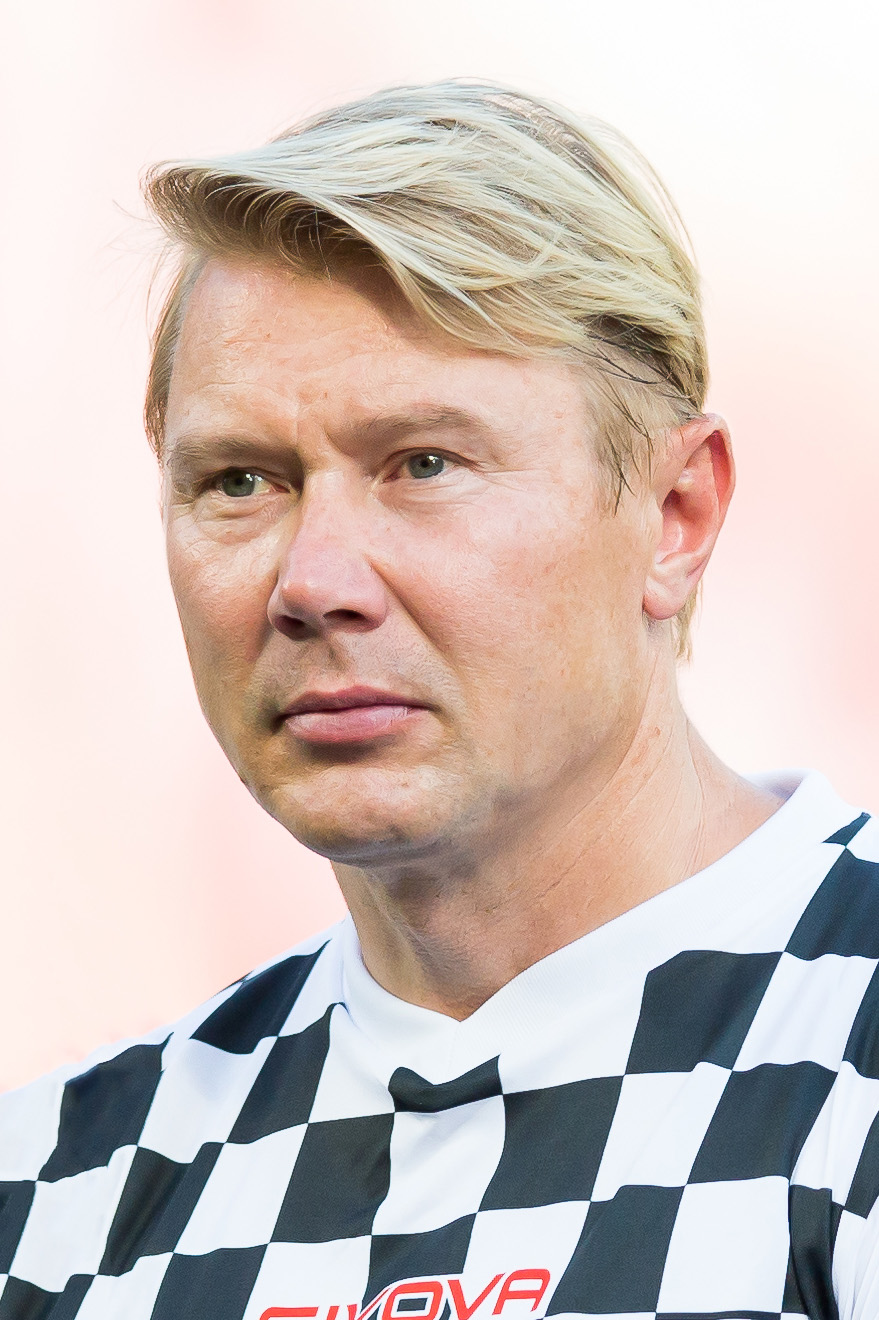
Mika Häkkinen.
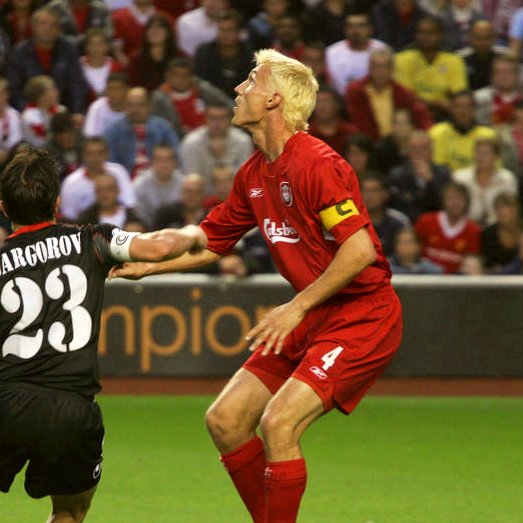
Sami Hyypiä avec Liverpool.
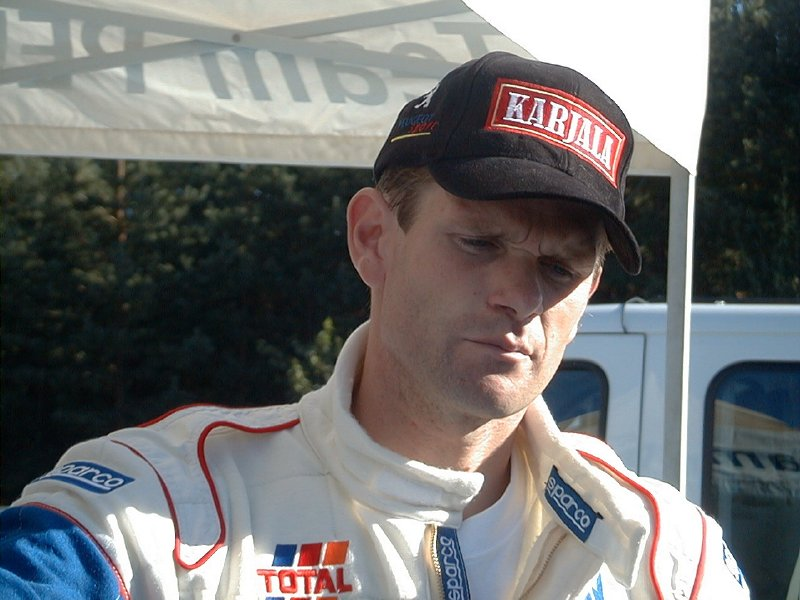
Marcus Grönholm.
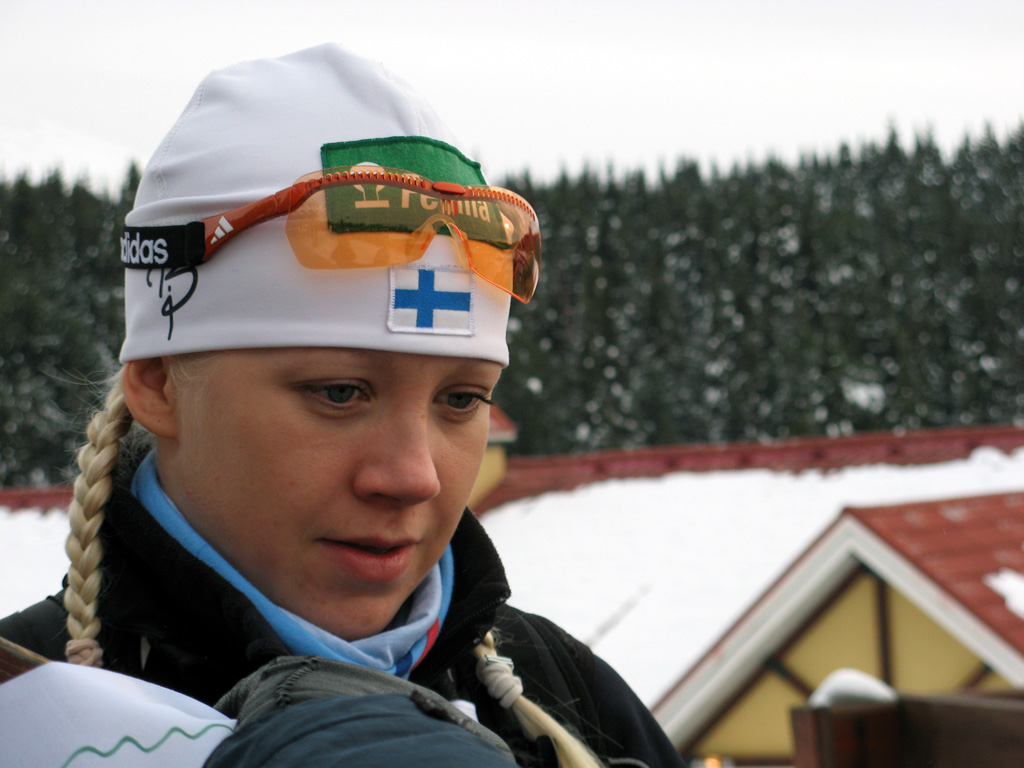
Kaisa Mäkäräinen.
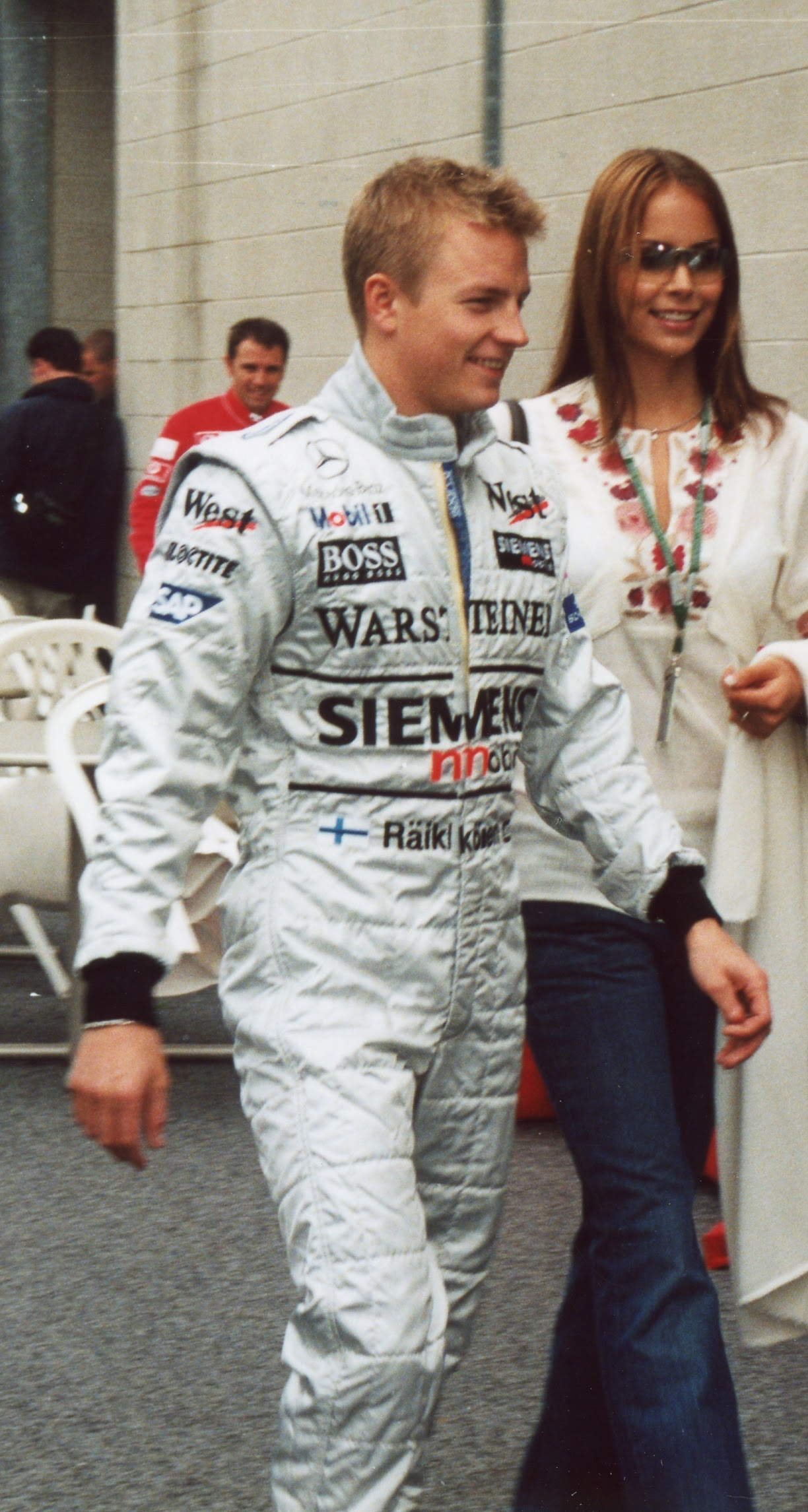
Kimi Raikkonen

### Santé
Le terme héritage finlandais s'applique à un groupe de maladies génétiques dont la prévalence est particulièrement élevée en Finlande.

### Symboles
Le drapeau de la Finlande, une croix scandinave bleue sur fond blanc, date de 1918. Les armoiries sont plus anciennes, puisqu’elles datent de 1557.

Drapeau.
Armoiries.

Le pays s’est aussi doté, après des sondages auprès de sa population, de sept symboles supplémentaires :
- un animal national : l’ours brun,
- un oiseau national : le cygne chanteur,
- une fleur nationale : le muguet,
- un arbre national : le bouleau blanc,
- un poisson national : la perche,
- une roche nationale : le granite,
- un insecte national : la coccinella septempunctata[66].

### Concepts culturels divers
- Les personnalités finlandaises célèbres : Alexi Laiho, Jari Mäenpää, Linus Torvalds, Elias Lönnrot, Johan Vilhelm Snellman, Johan Ludvig Runeberg, Alvar Aalto, Arto Paasilinna, Aleksis Kivi, Eino Leino, Carl Gustaf Emil Mannerheim, Stratovarius, Indica, Children of Bodom, Aki Kaurismäki, Tove Jansson, Jean Sibelius, Oskar Merikanto, Harri Wessman (fi), Mika Waltari, Mika Häkkinen, Kimi Räikkönen, Valtteri Bottas, Heikki Kovalainen, Ari Vatanen, The Rasmus, Jari Litmanen, Apocalyptica, Ville Valo, Lordi (gagnant de l'Eurovision 2006), Sonata Arctica, Nightwish, Tarja Turunen, Chisu, Finntroll, Jukka Hildén, Jarno Laasala, Hannu-Pekka Parviainen et Jarno Leppälä (qui font partie des Dudesons).
- La mythologie finnoise fut compilée et mise sous forme écrite par Elias Lönnrot sous le titre Le Kalevala.
- Les arts et les spectacles en Finlande : Kiasma, maison Finlandia…
- La culture finlandaise, c'est aussi : le sauna, Sisu, Salmiakki, le Mölkky, le mökki (fi) (maison de campagne typiquement finlandaise).
- Les sports en Finlande : course d'orientation, floorball, ski de fond, saut à ski (de nombreuses villes, de Lappeenranta à Vörå, disposent de leur tremplin), hockey sur glace, patinage artistique, marche nordique, sports insolites en Finlande
- La Finlande est parfois présentée comme le pays du père Noël ; à partir des années 1960, elle a construit des attractions en Laponie, en particulier à Rovaniemi, pour entretenir cette image et bénéficier de retombées touristiques[67],[68].

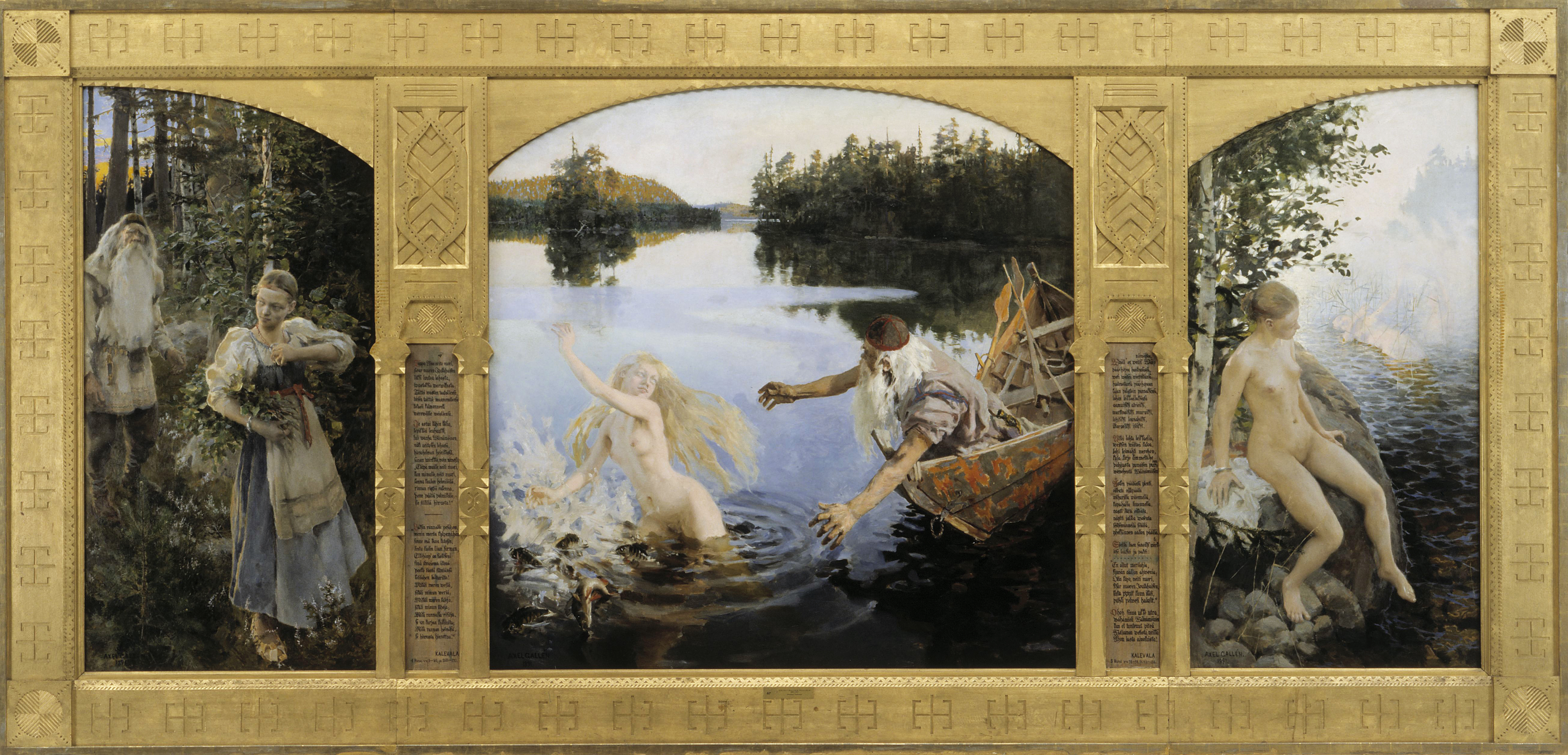
Triptyque de Akseli Gallen-Kallela, représentant une scène du Kalevala.
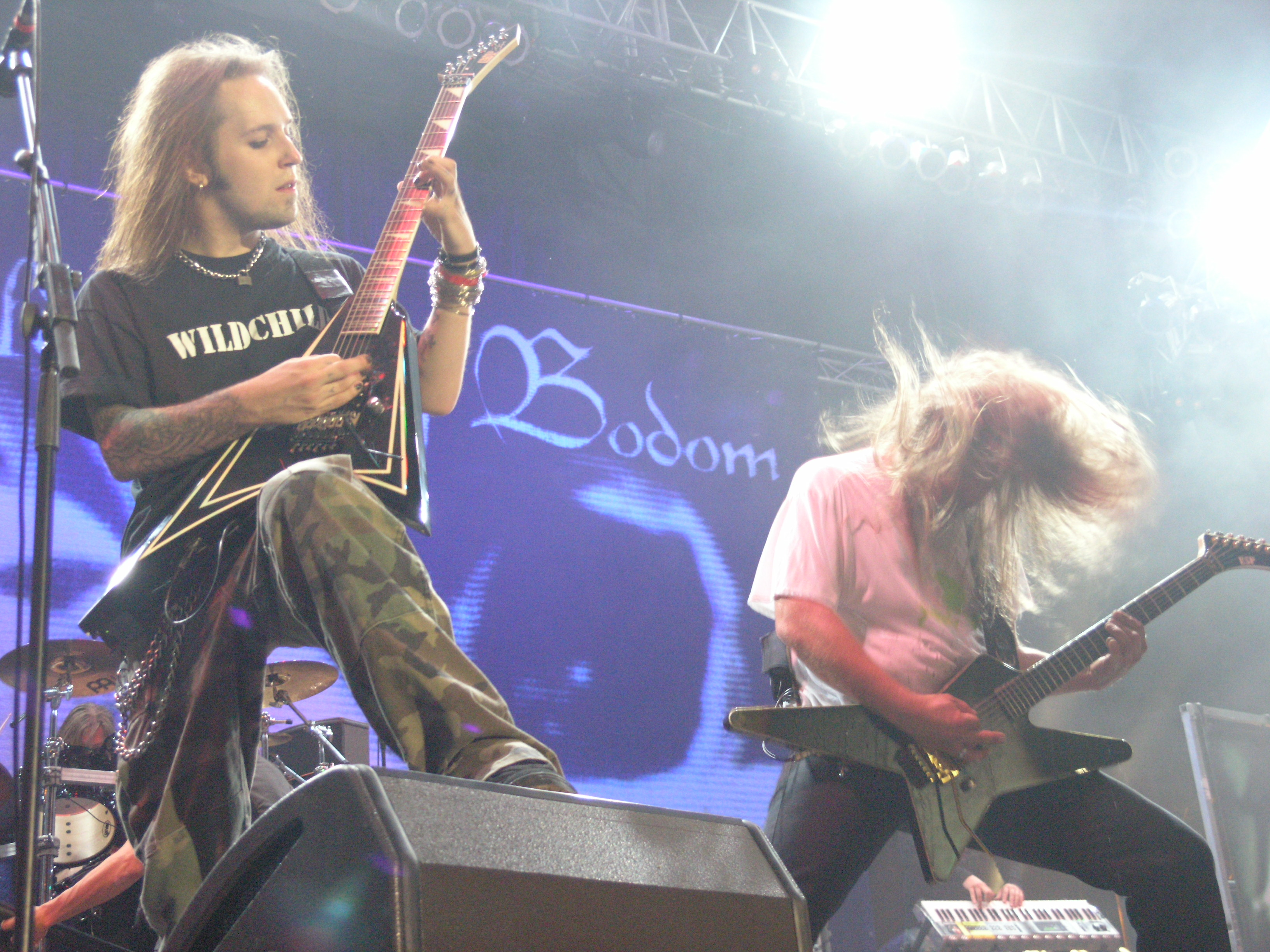
Children of Bodom, un groupe de Death metal mélodique finlandais.
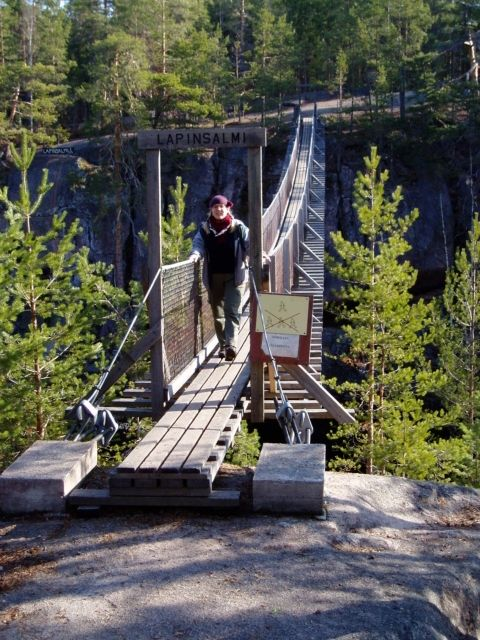
Parc national de Repovesi (fi).
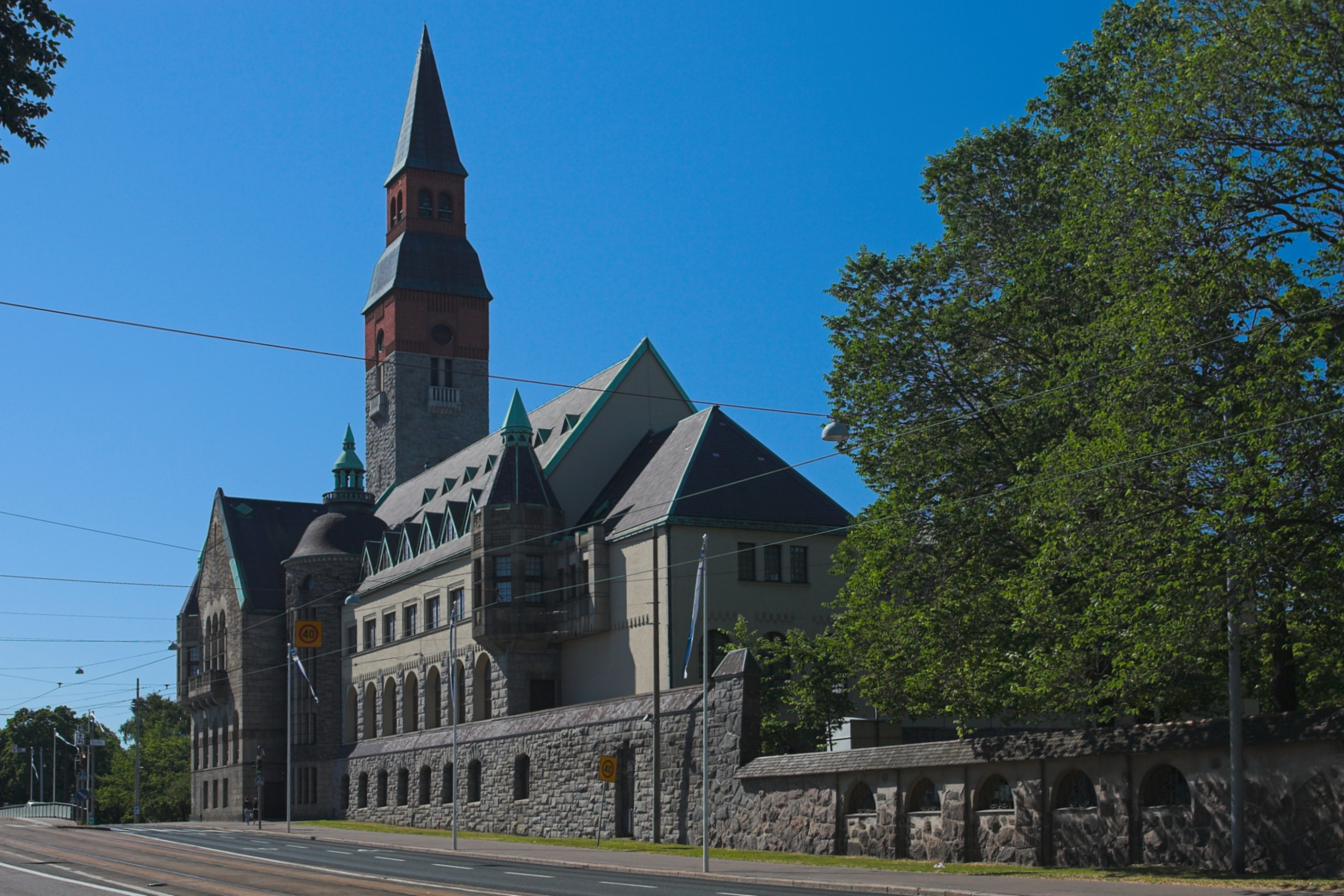
Musée national de Finlande à Helsinki.

## Divers
- Lignes de téléphone : 2,56 millions (en 2003)
- Abonnements portables : 5,28 millions (en 2006)
- Postes de radio : 7,7 millions (en 1997)
- Postes de télévision : 3,2 millions (en 1997)
- Liaisons Internet : 1,29 million (en 2003)
- Nombre d'utilisateurs Internet : 4,82 millions (en 2014)[69]
- Nombre de fournisseurs d'accès Internet : 23 (en 2000)
- Nombre de saunas : estimé à 3,3 millions fin 2003
- Routes : 78 197 km (dont 49 789 km goudronnés) (en 2003)
- Voies ferrées : 5 851 km (dont 3 047 électrifiées) (en 2007)
- Voies navigables : 6 675 km
- Nombre d'aéroports : 159 (dont 70 avec des pistes goudronnées) (en 2000)

### Alpha
1. ↑  .eu, partagé avec les autres pays de l’Union européenne.